# Biserica de lemn din Boia Bârzii
Biserica de lemn din satul Boia Bârzii, comuna Vețel, județul Hunedoara, a fost construită în secolul XVIII. Are hramul „Pogorârea Sfântului Duh”. Biserica figurează pe lista nouă a monumentelor istorice, cod LMI HD-II-m-B-03258.

## Istoric și trăsături
Pe ultimele culmi nordice ale munților Poiana Ruscăi se găsesc alte patru sate „pădurenești", aparținătoare însă comunei Vețel de pe valea Mureșului; toate sunt păstrătoarele unor prețioase lăcașuri de cult din lemn. Biserica  cu hramul „Sfânta Treime" și „Pogorârea Sfântului Duh” din satul Boia Bârzii, înscrisă pe lista monumentelor istorice românești (HD-II-m-B-03258), a fost ridicată în preajma anului „de la I[isu]s H[risto]s 1785", înscris pe clopotul mic din bronz; așadar, acesta este lăcașul de cult menționat în tabelele conscripțiilor recensămintelor ecleziastice din anii 1805 și 1829-1831. În acest caz, comisia de catagrafiere Buccow din 1761-1762 face trimitere la o înaintașă, care a mai putut supraviețui, în stare de ruină, încă mult timp după dezafectare, de vreme ce memoria vârstnicilor o localizează în „Progade", la marginea satului; din motive necunoscute, conscripțiile primei jumătăți a secolului al XVIII-lea, precum și harta iosefină a Transilvaniei (1769-1773) o omit.

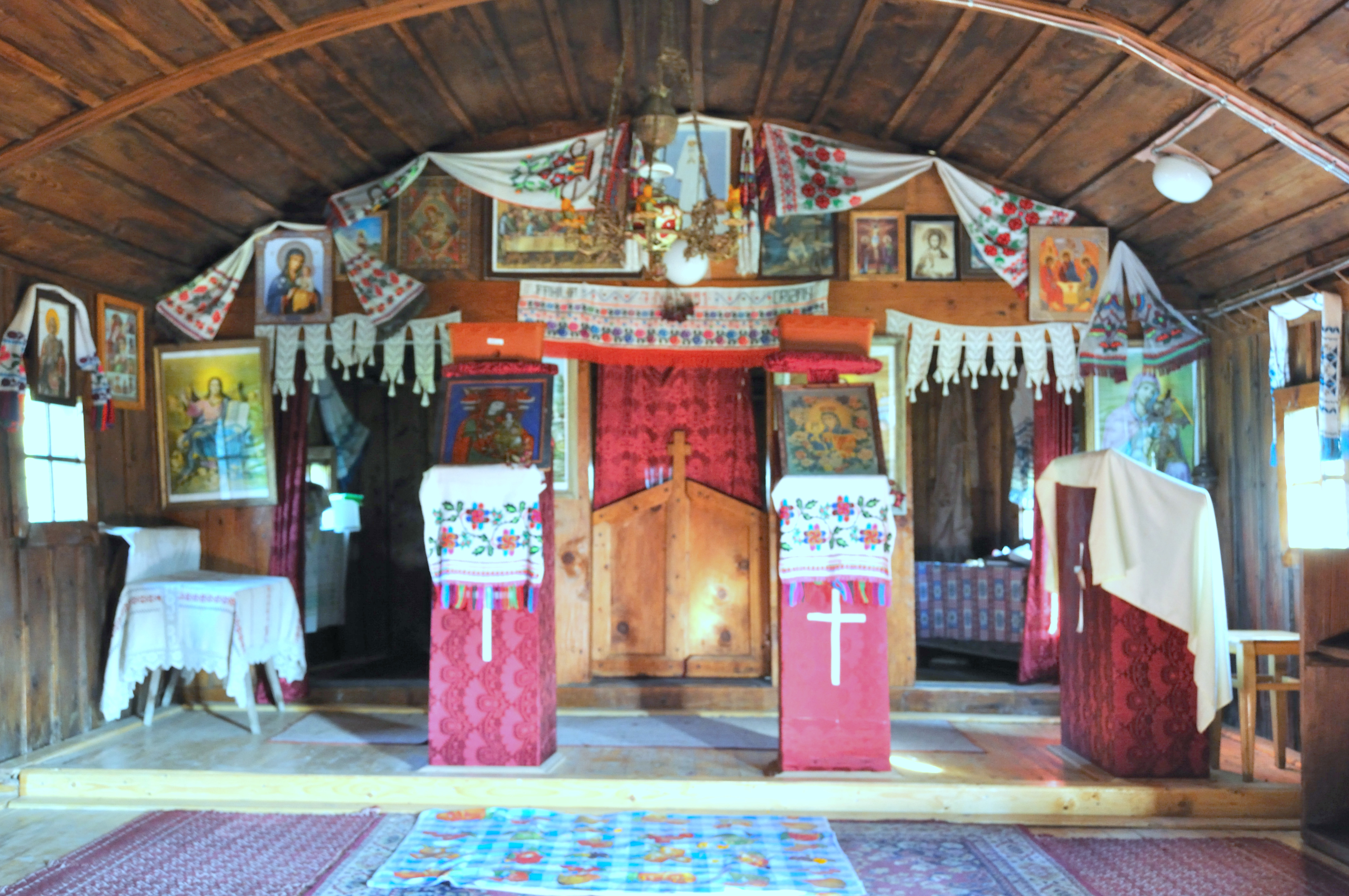
Interiorul navei spre iconostas

Lăcașul actual a fost renovat în anii 1881 (șantier cu caracter de rectitorire), 1965 (căptușirea suprafaței interioare a bârnelor cu scânduri, peste un eventual decor pictural degradat) și 2007 (consolidarea terminației poligonale a pronaosului și schimbarea pardoselii). Este un edificiu de plan dreptunghiular, cu absida pentagonală, nedecroșată, prevăzut cu un turn-clopotniță scund, îmbrăcat în tablă; la acoperișul propriu-zis s-a păstrat învelitoarea clasică de șiță. Intrarea este amplasată pe latura sudică a pronaosului. Din zestrea sa de odinioară făcuseră parte câteva icoane pe sticlă, un frumos steag bisericesc de la începutul secolului al XlX-lea și numeroase xilogravuri.

## Imagini din exterior

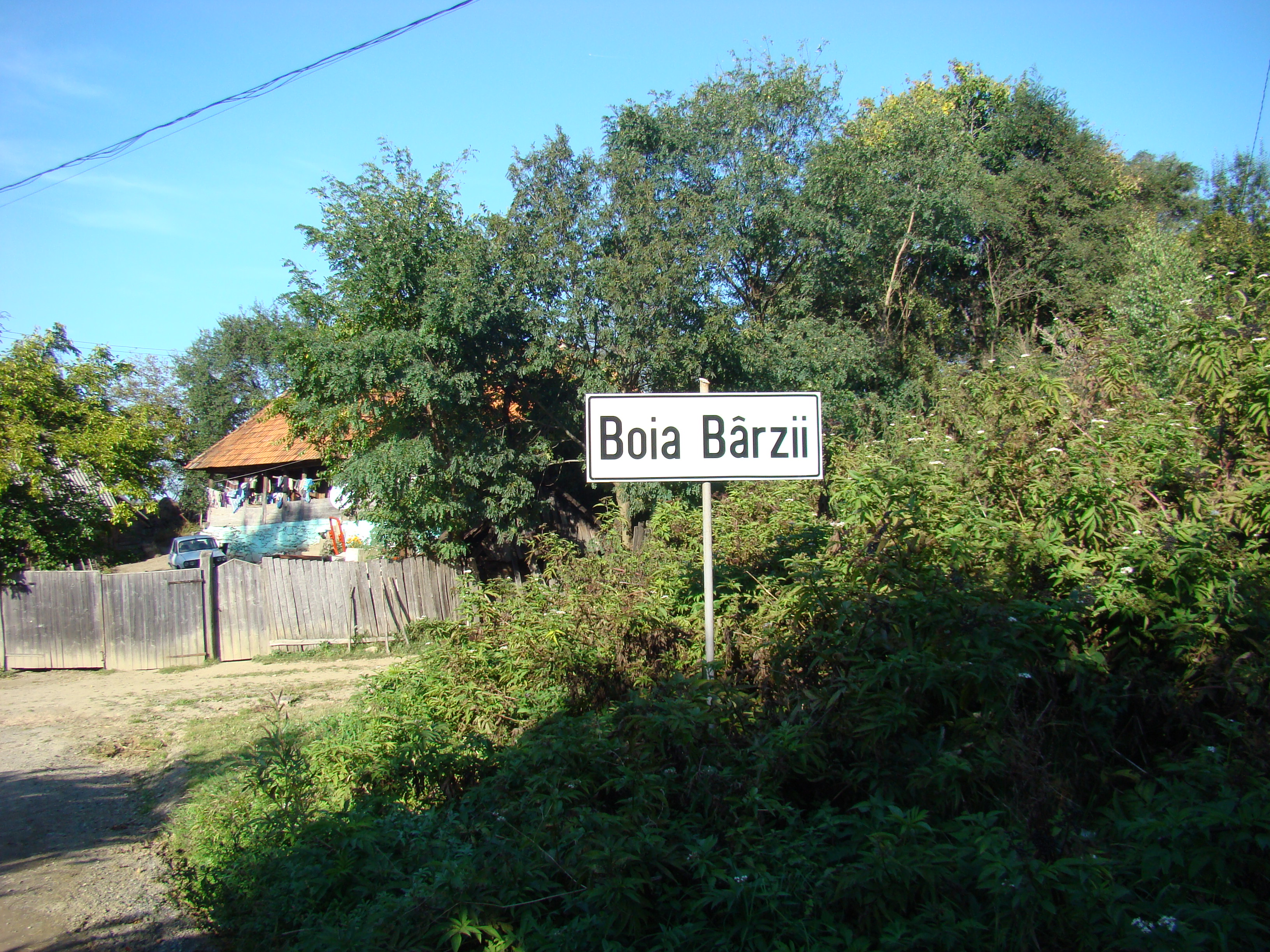
Boia Bârzii
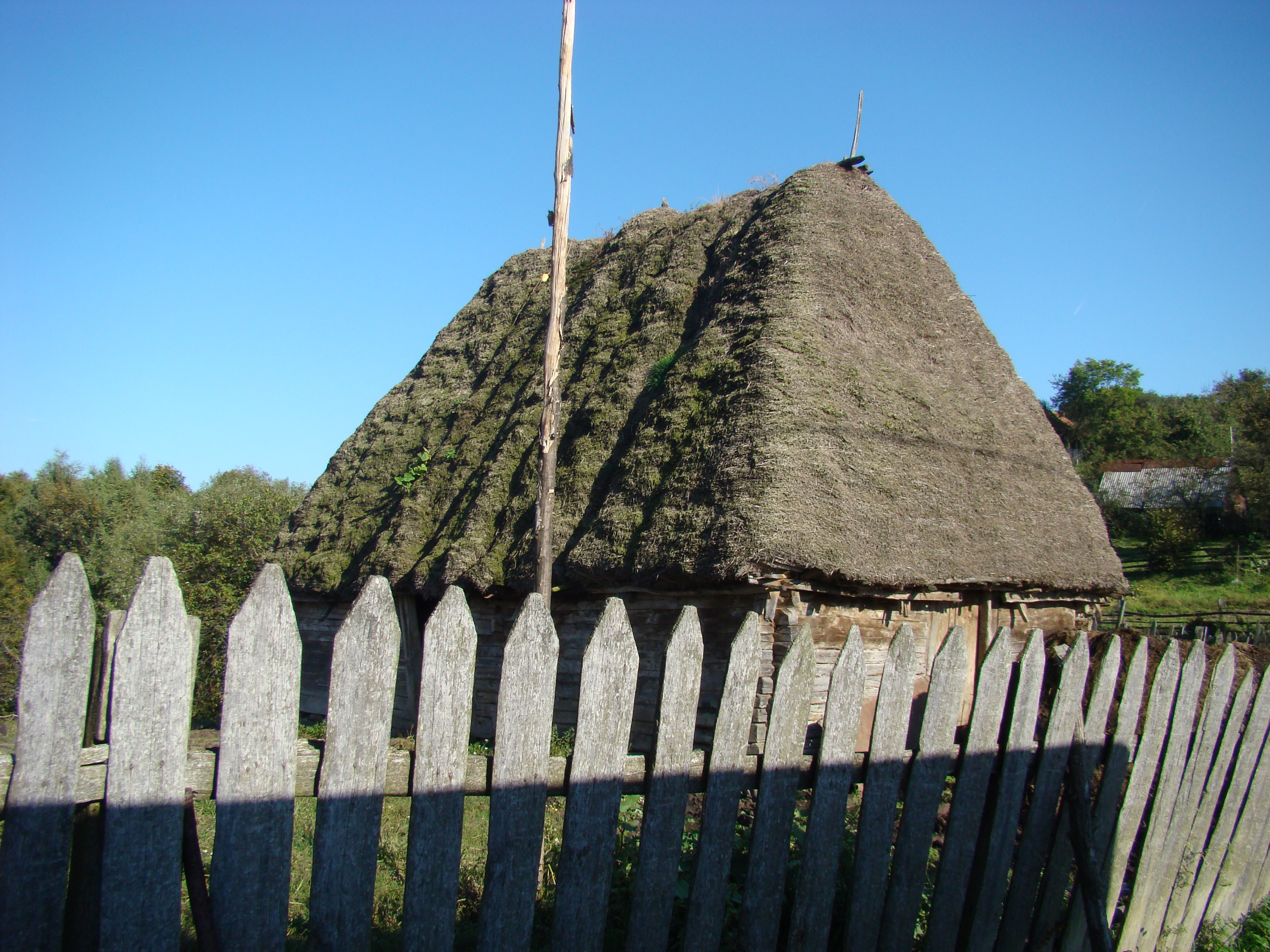
Drumul spre biserică
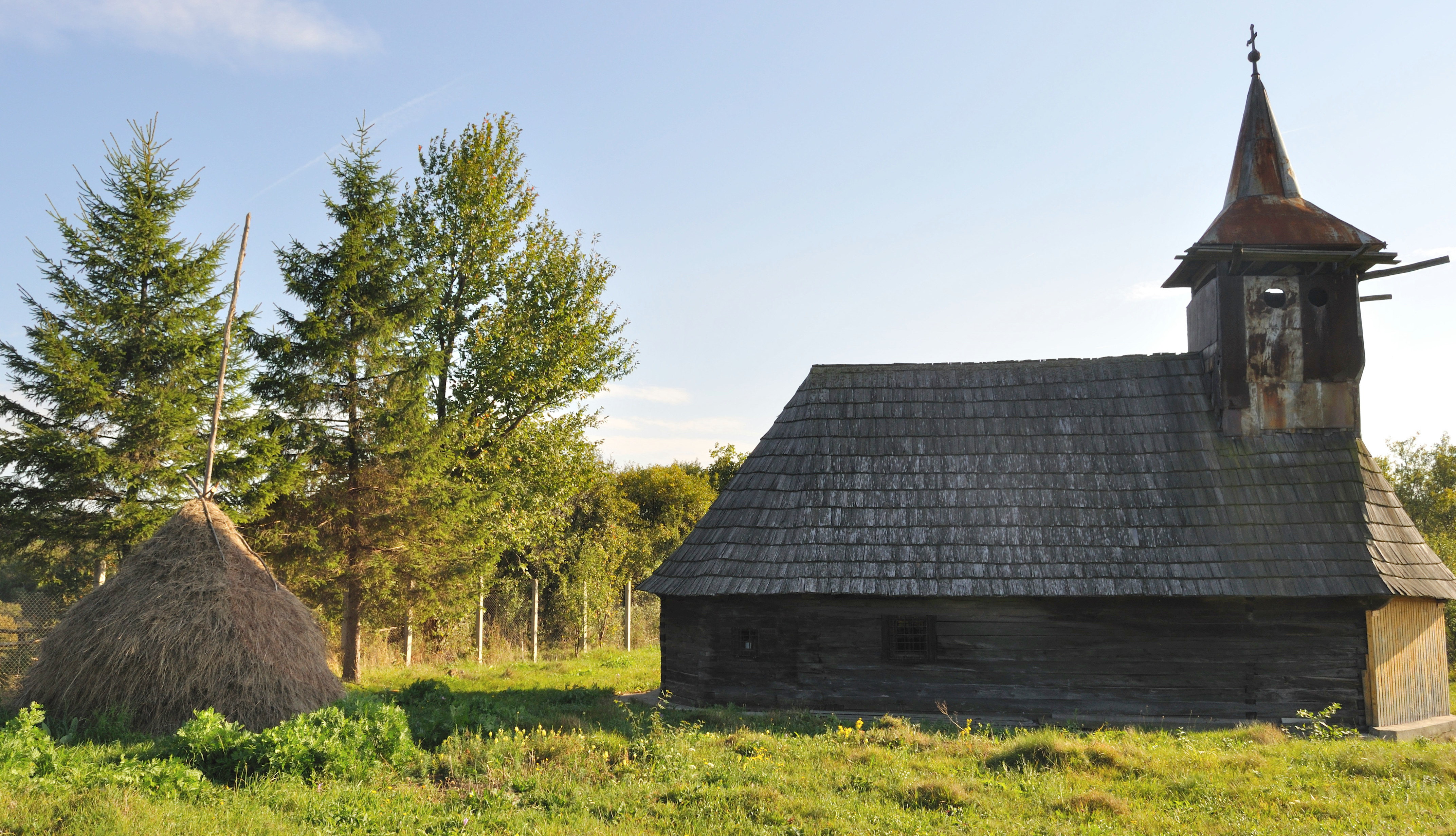
Biserica (nord)
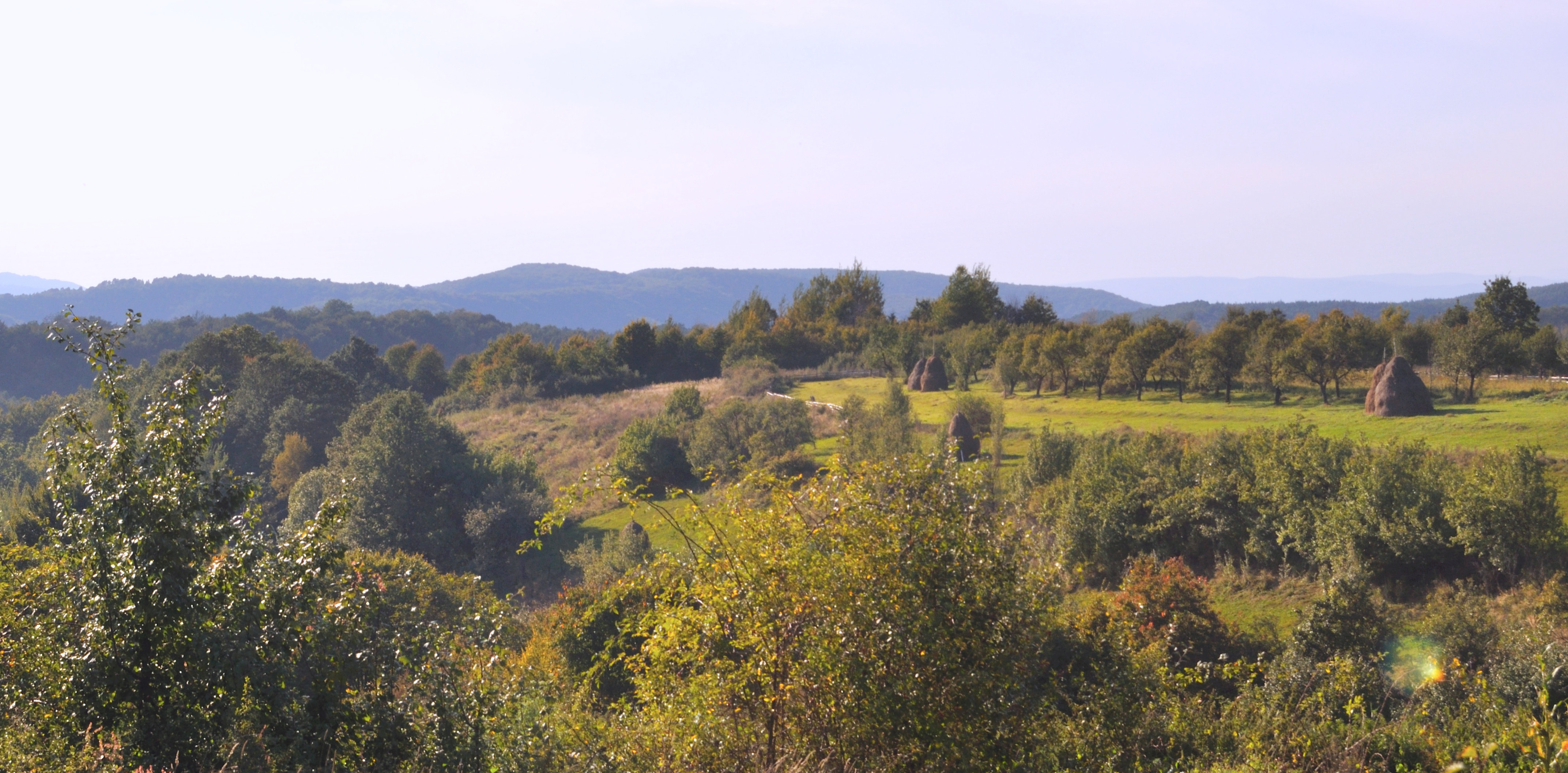
Împrejurimile bisericii
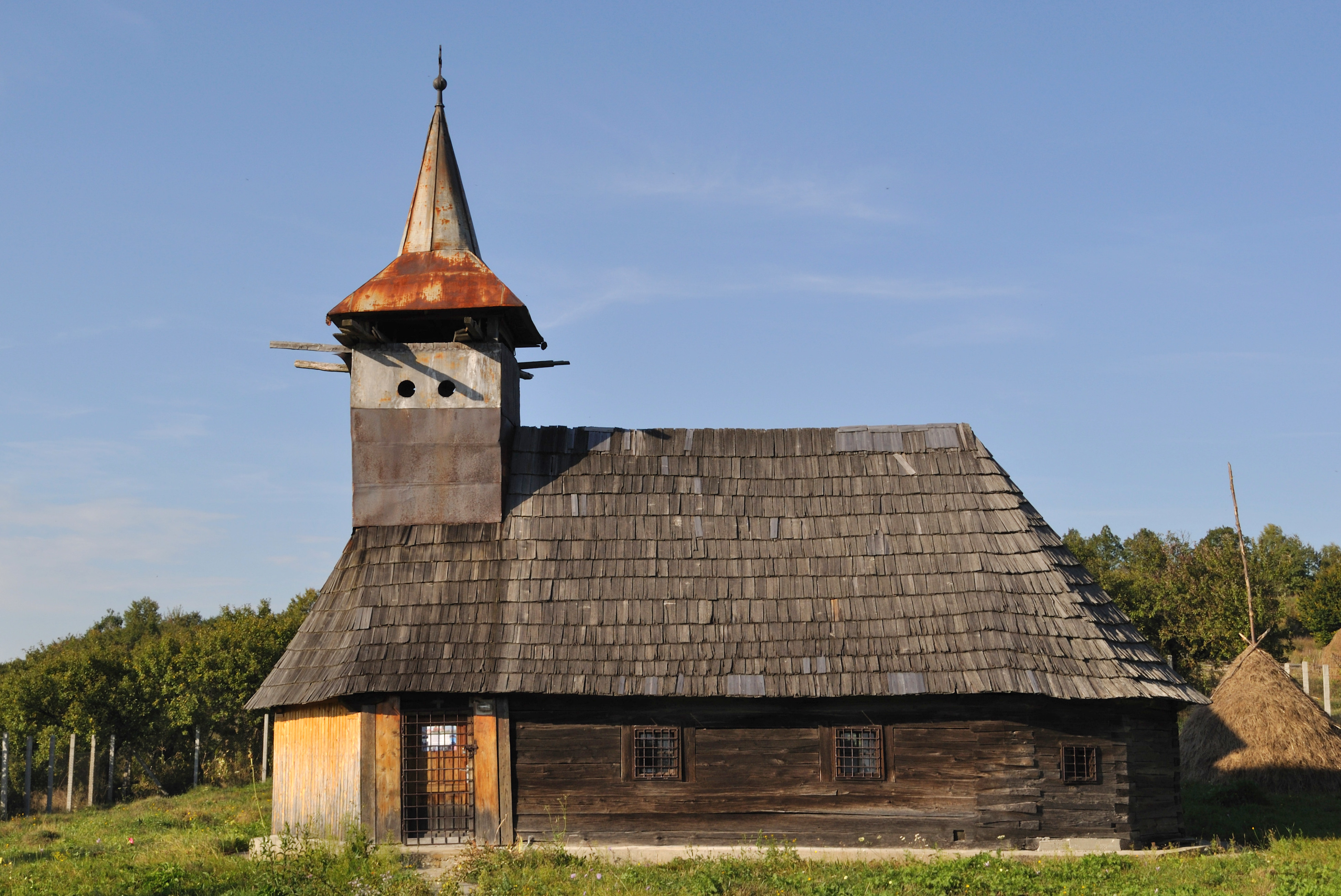
Biserica (sud)
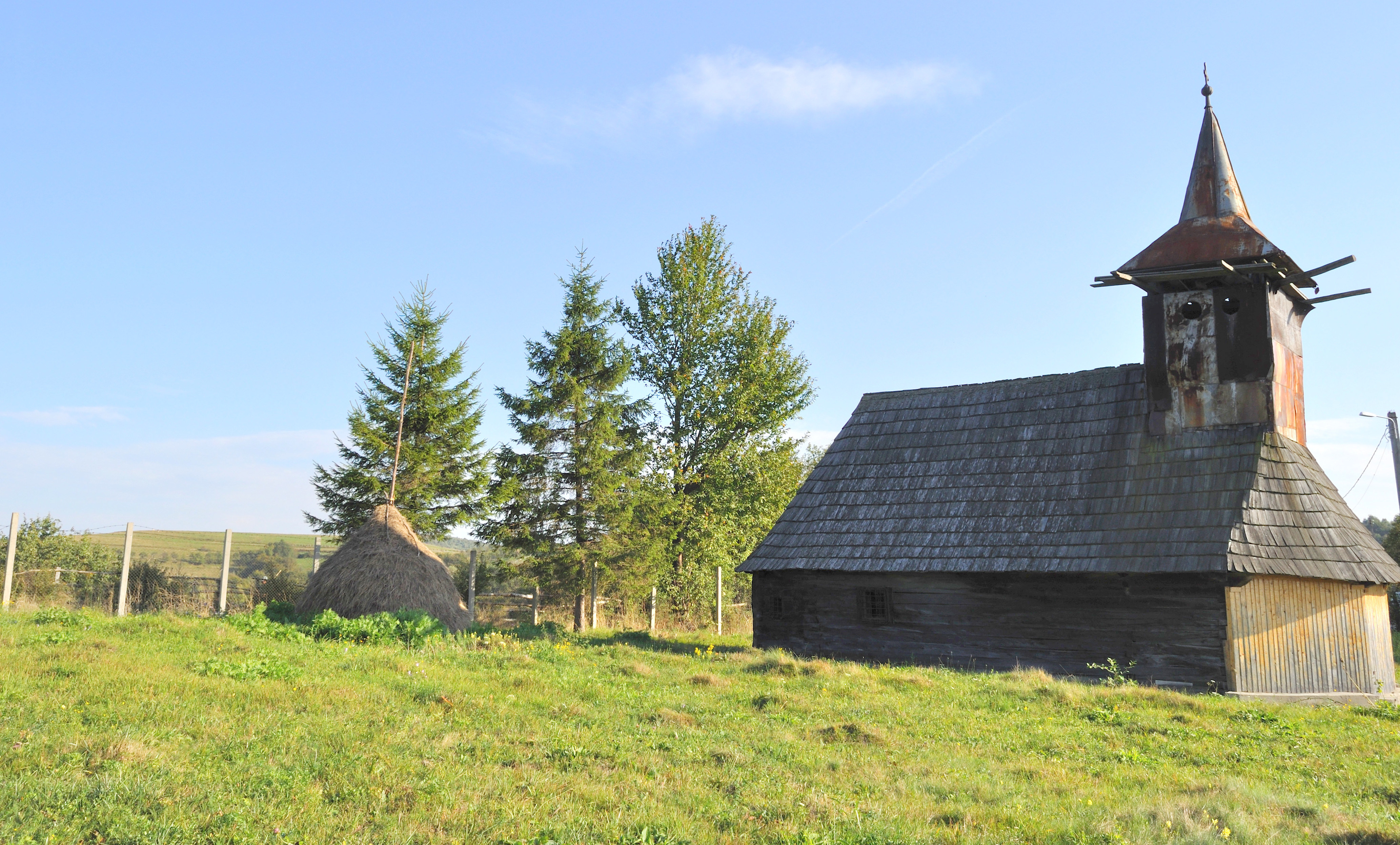
Biserica (nord-vest)
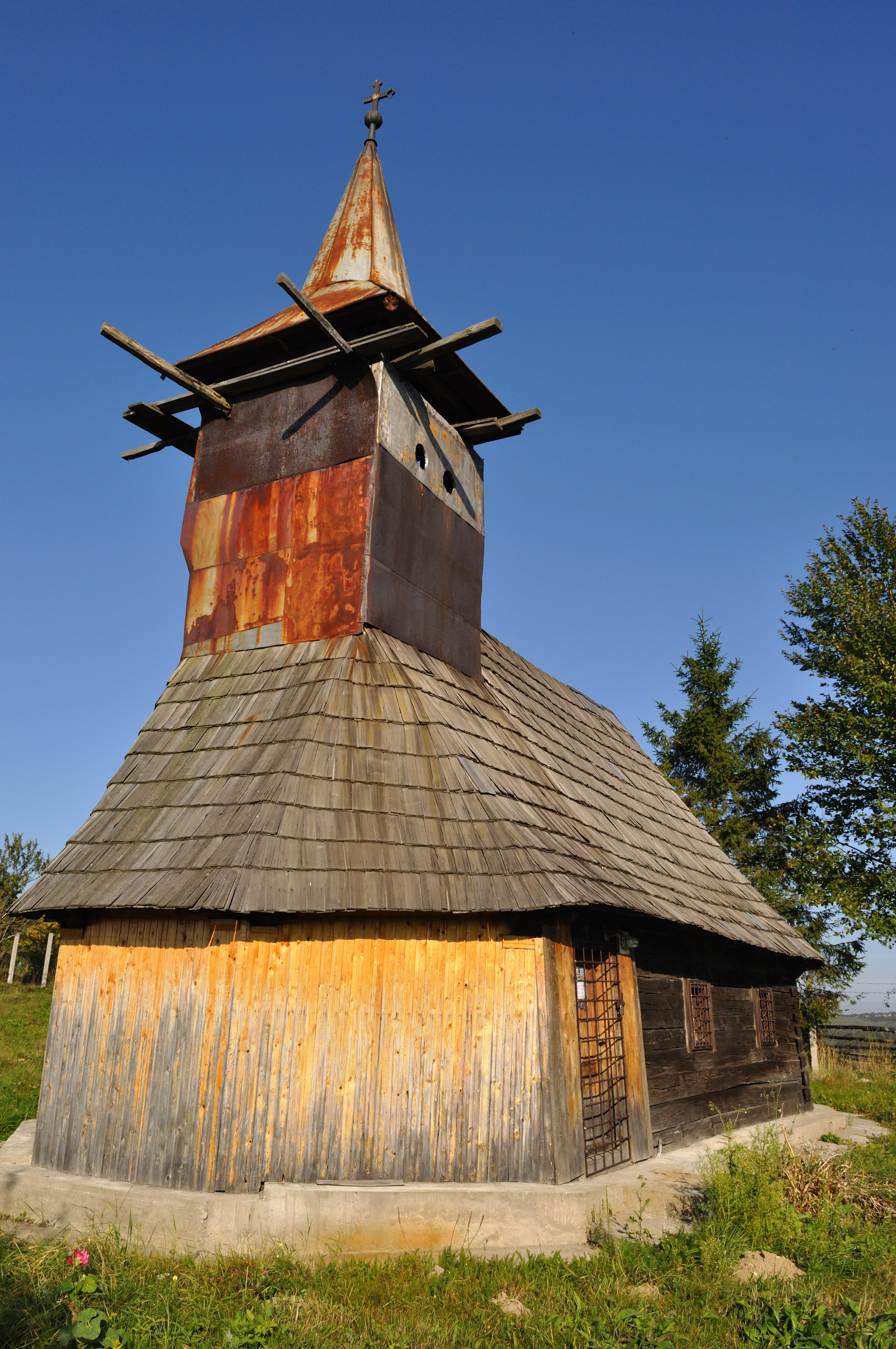
Biserica (vest)
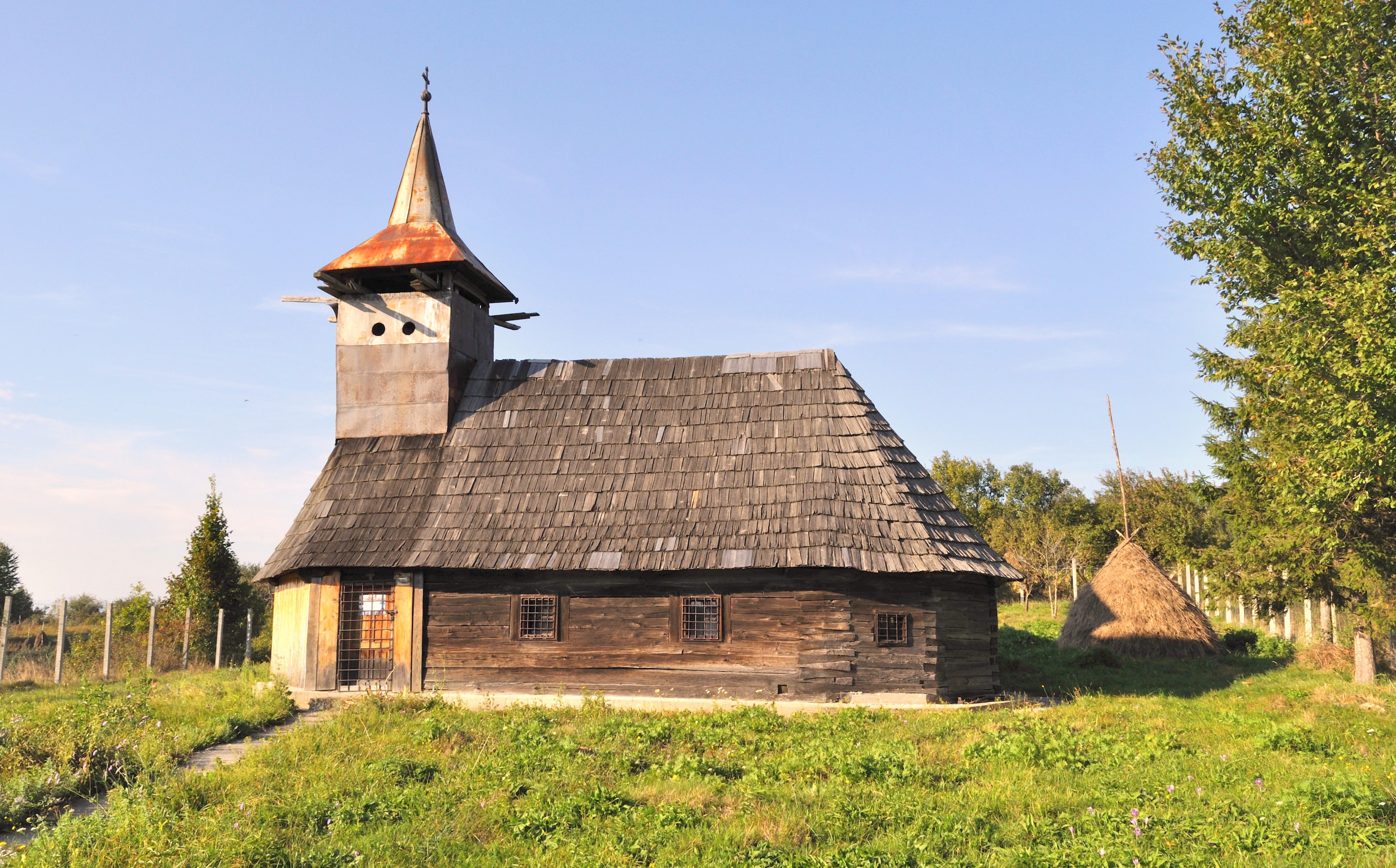
Biserica (sud)
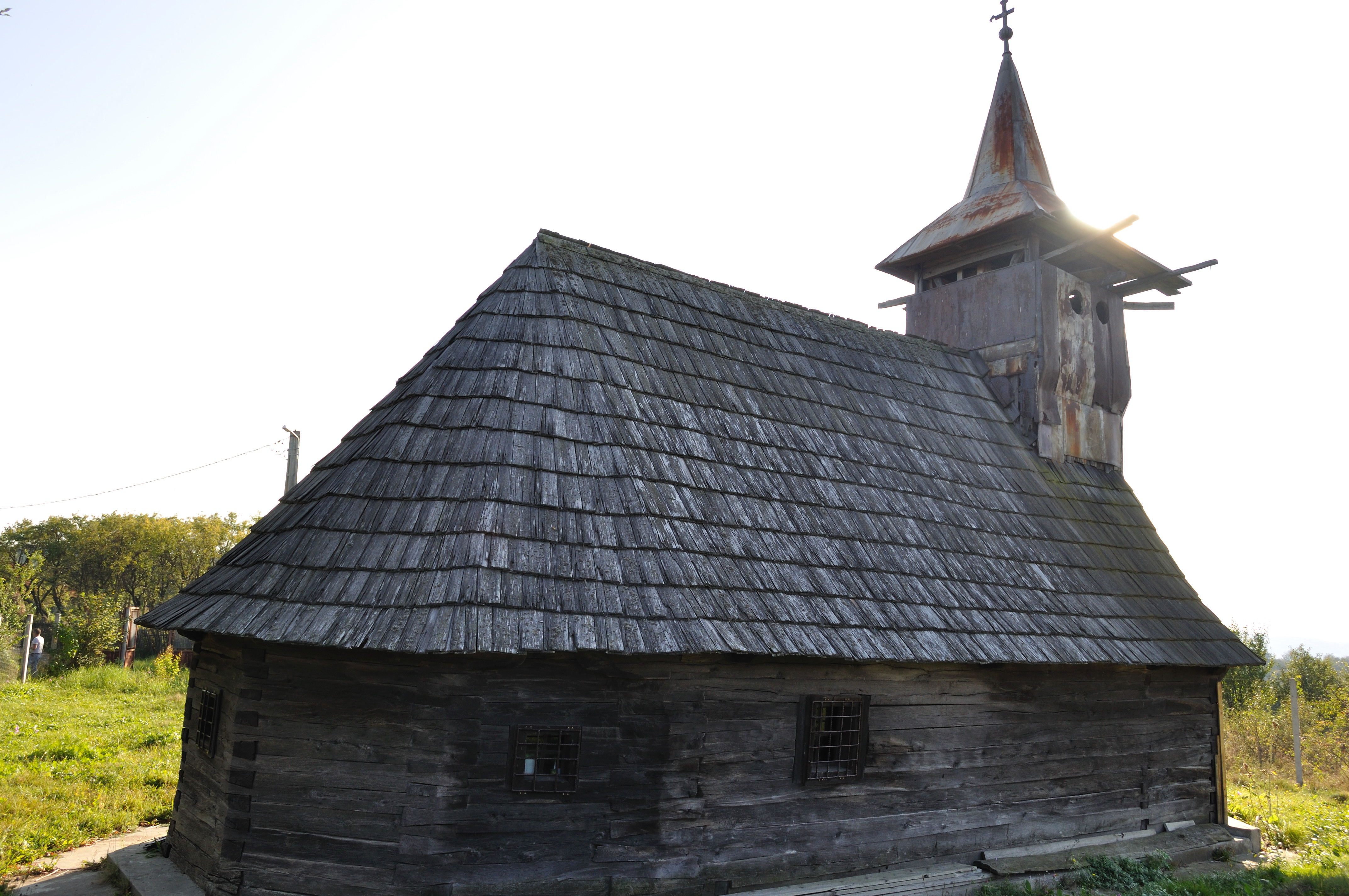
Biserica (nord)
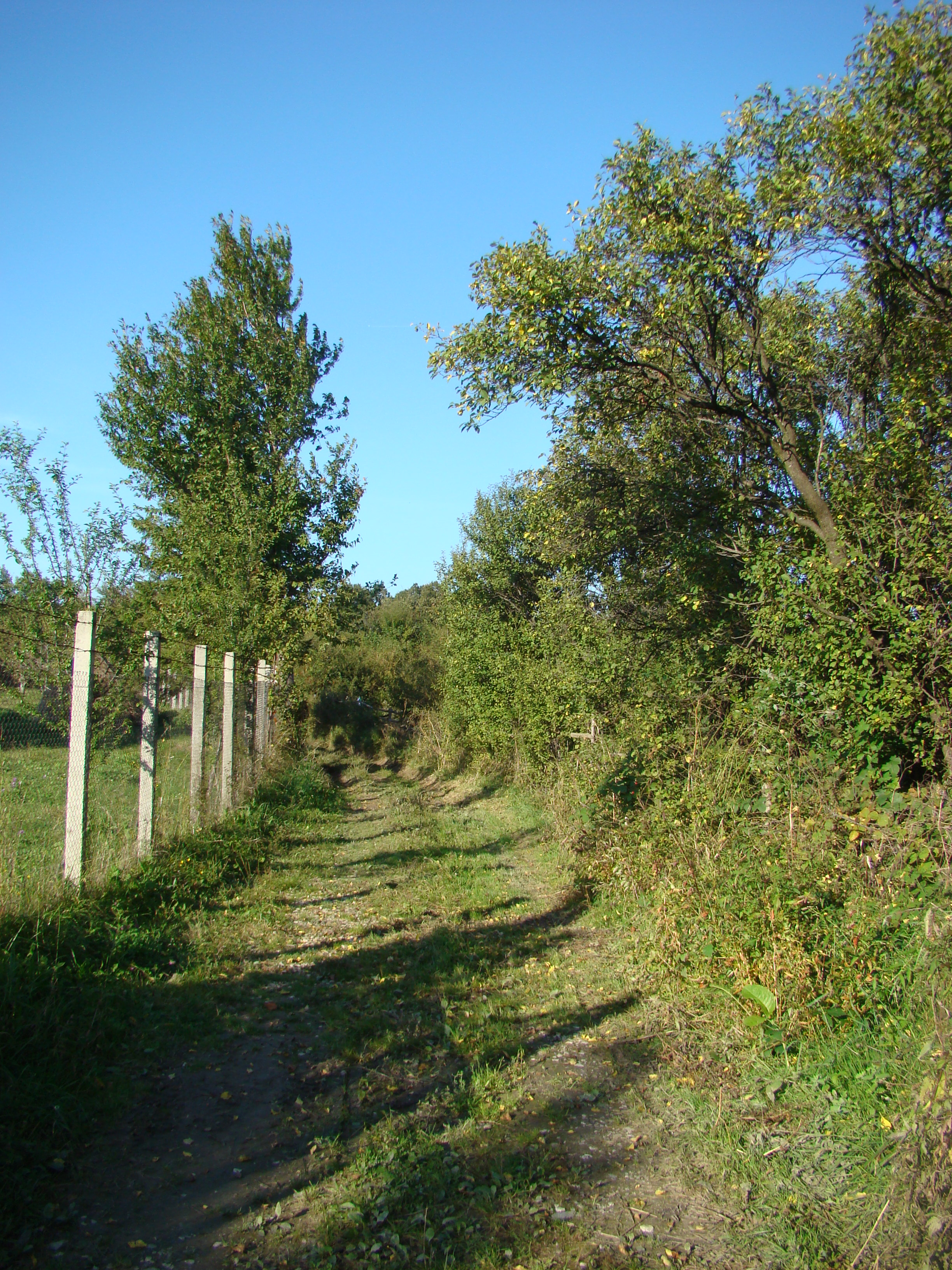
Împrejurimile bisericii
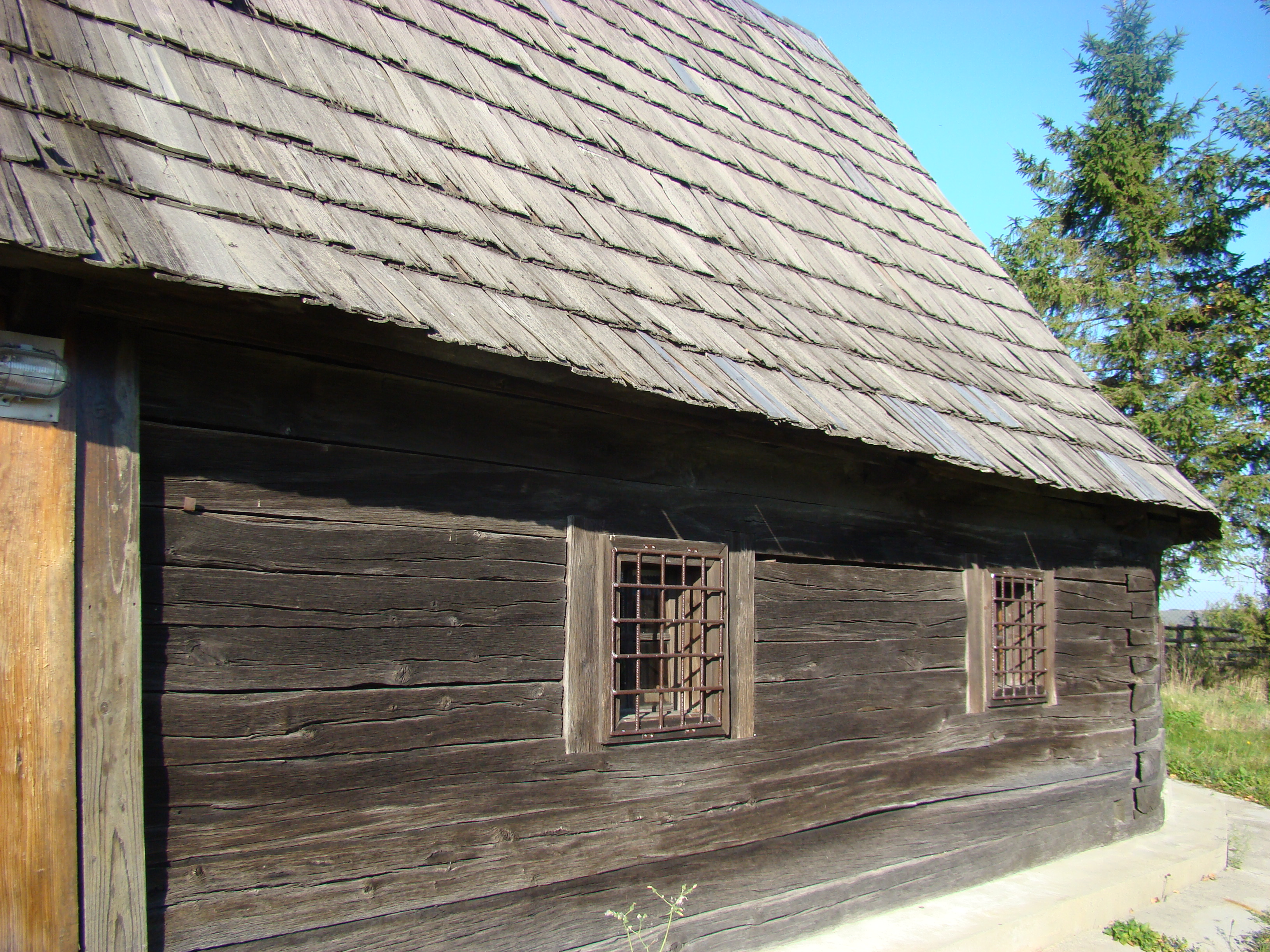
Latura sudică
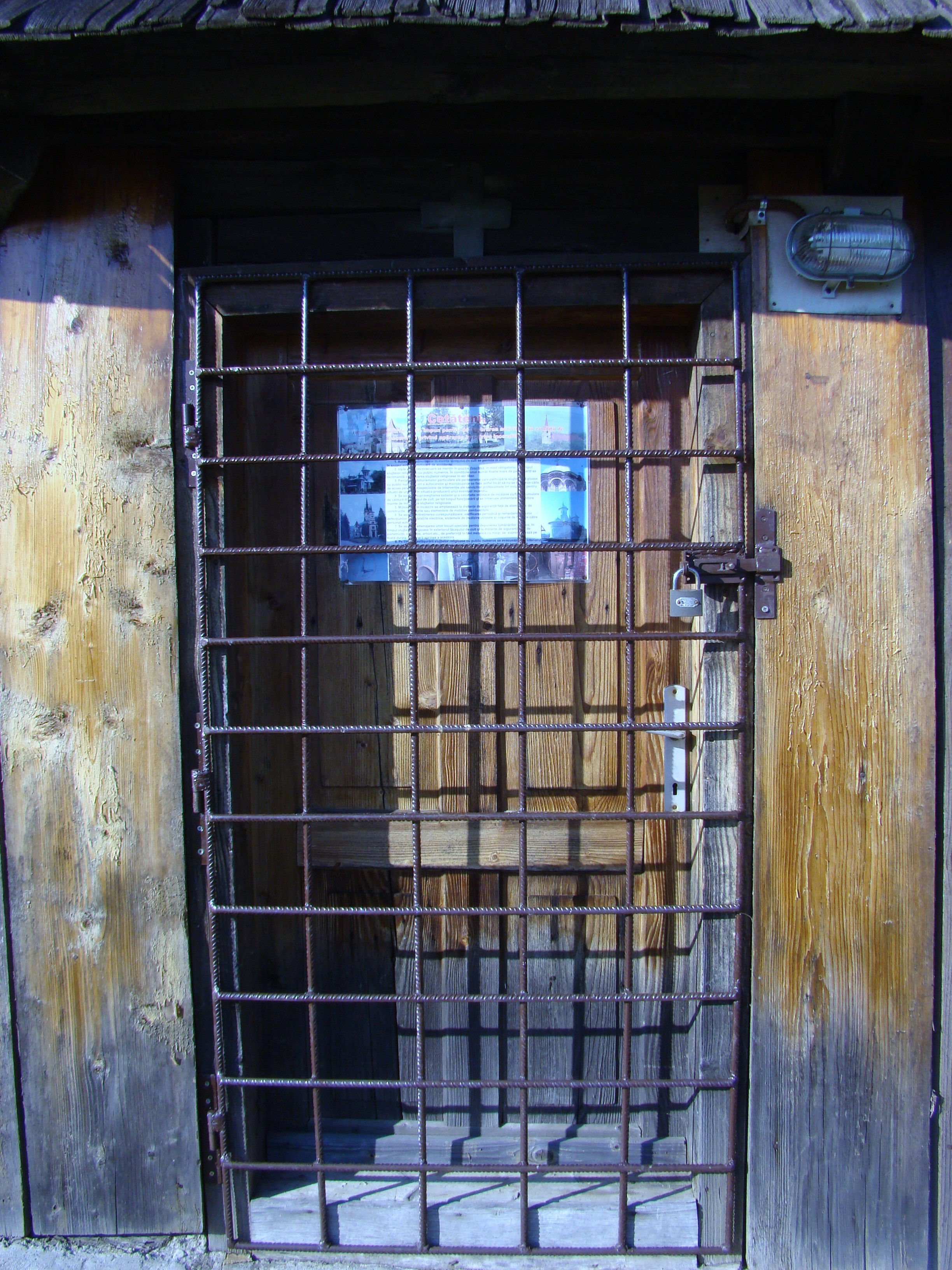
Intrarea
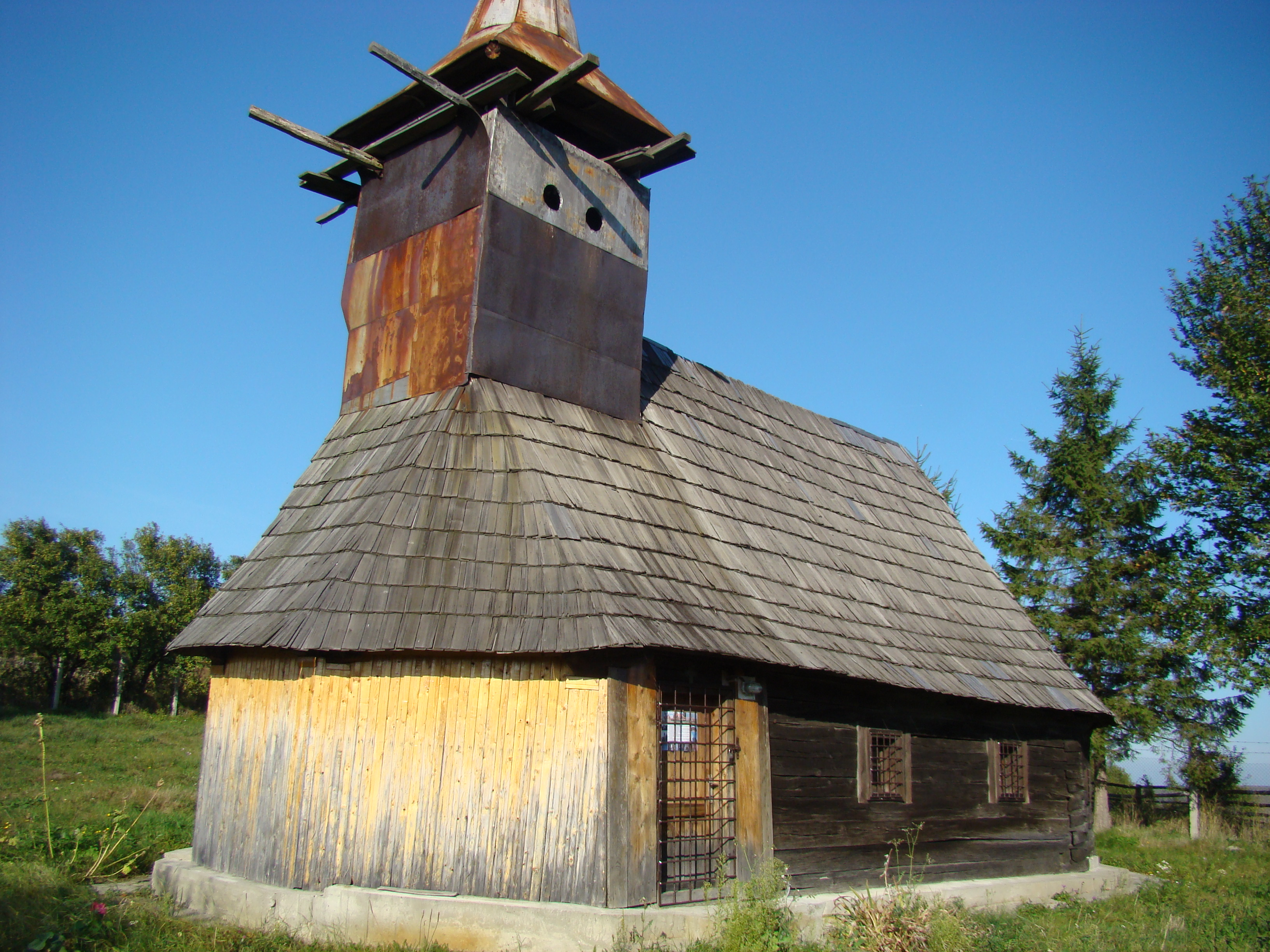
Biserica (sud-vest)
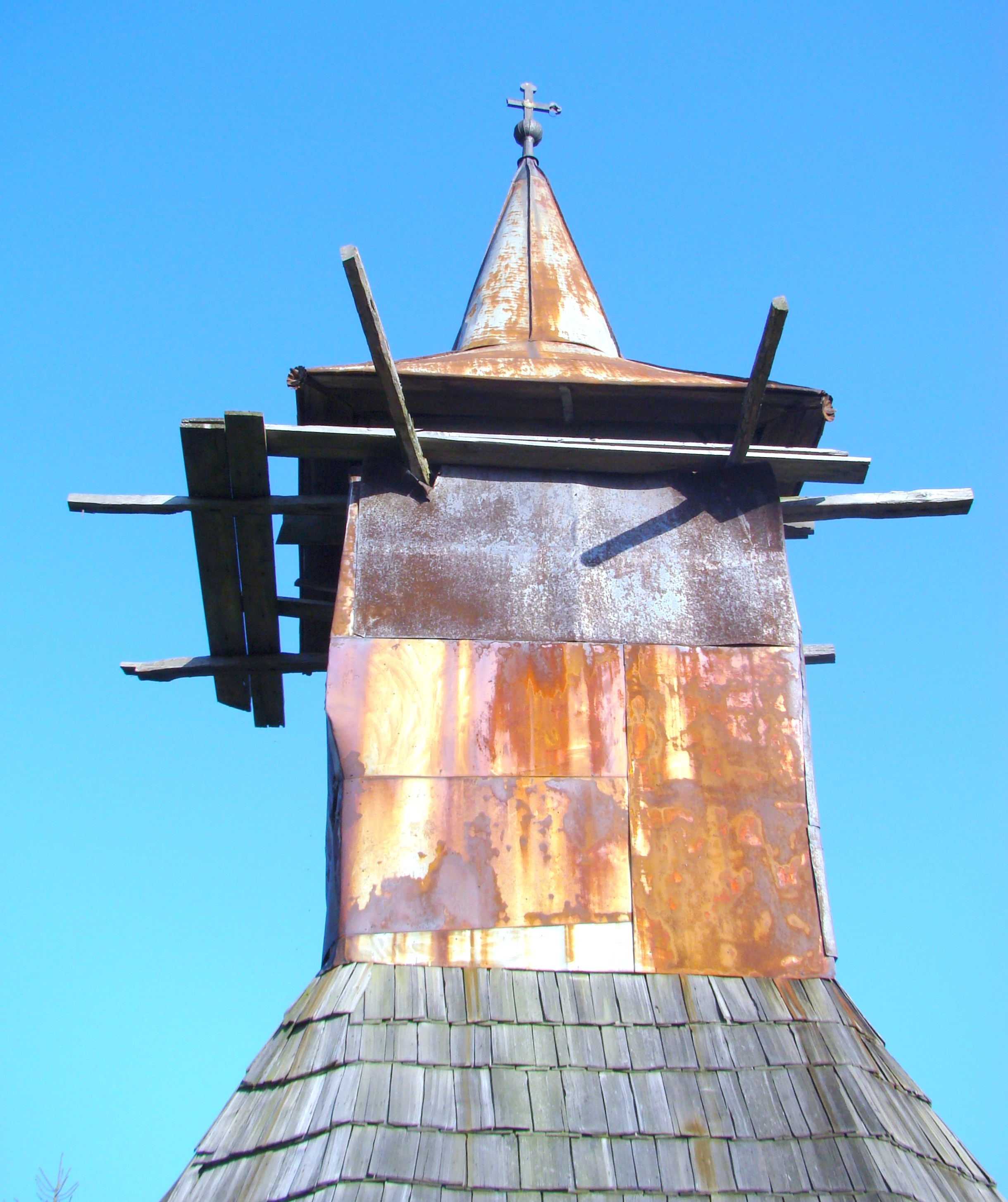
Turnul
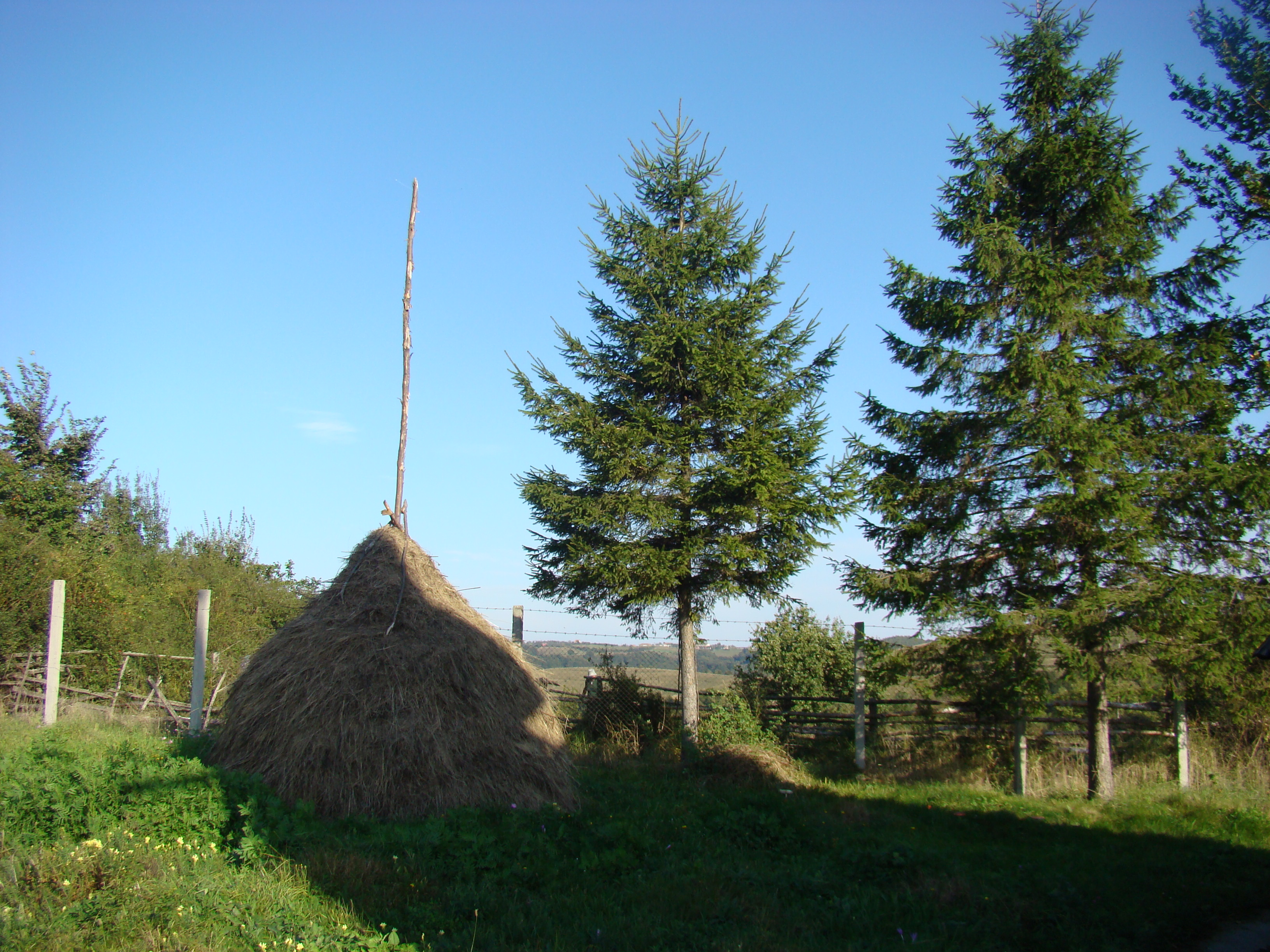
Împrejurimile bisericii
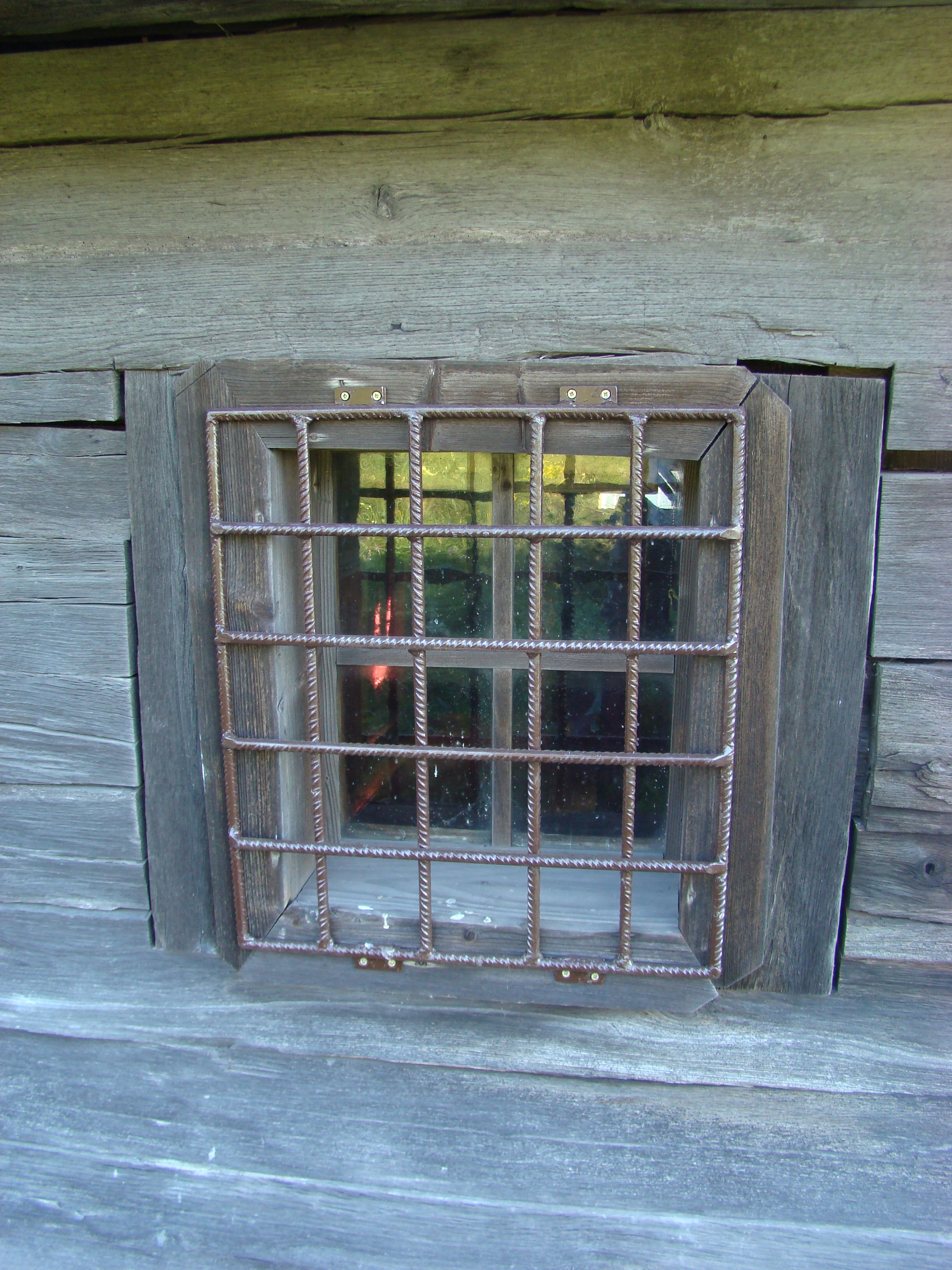
Ferestră
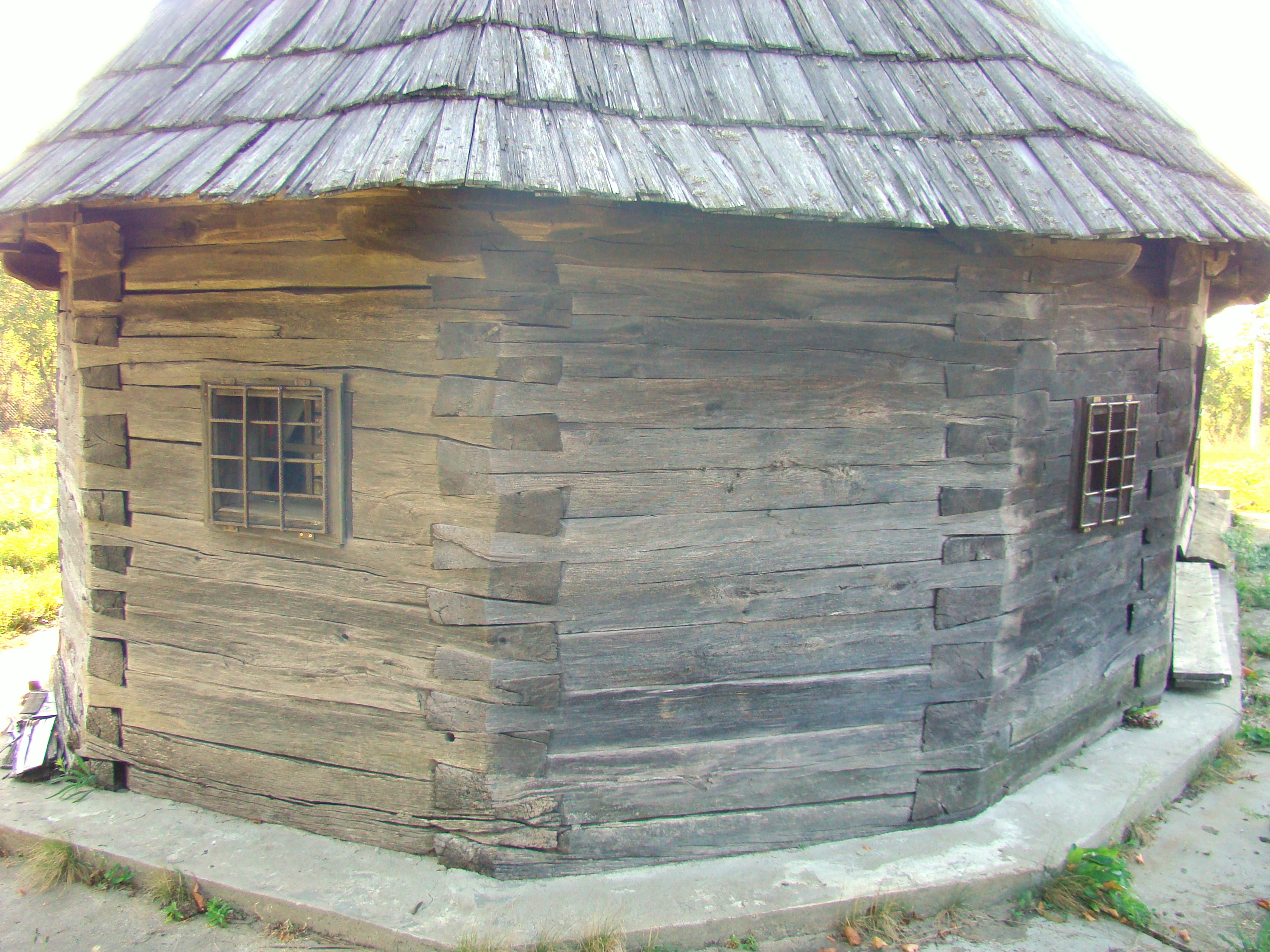
Absida altarului

## Imagini din interior

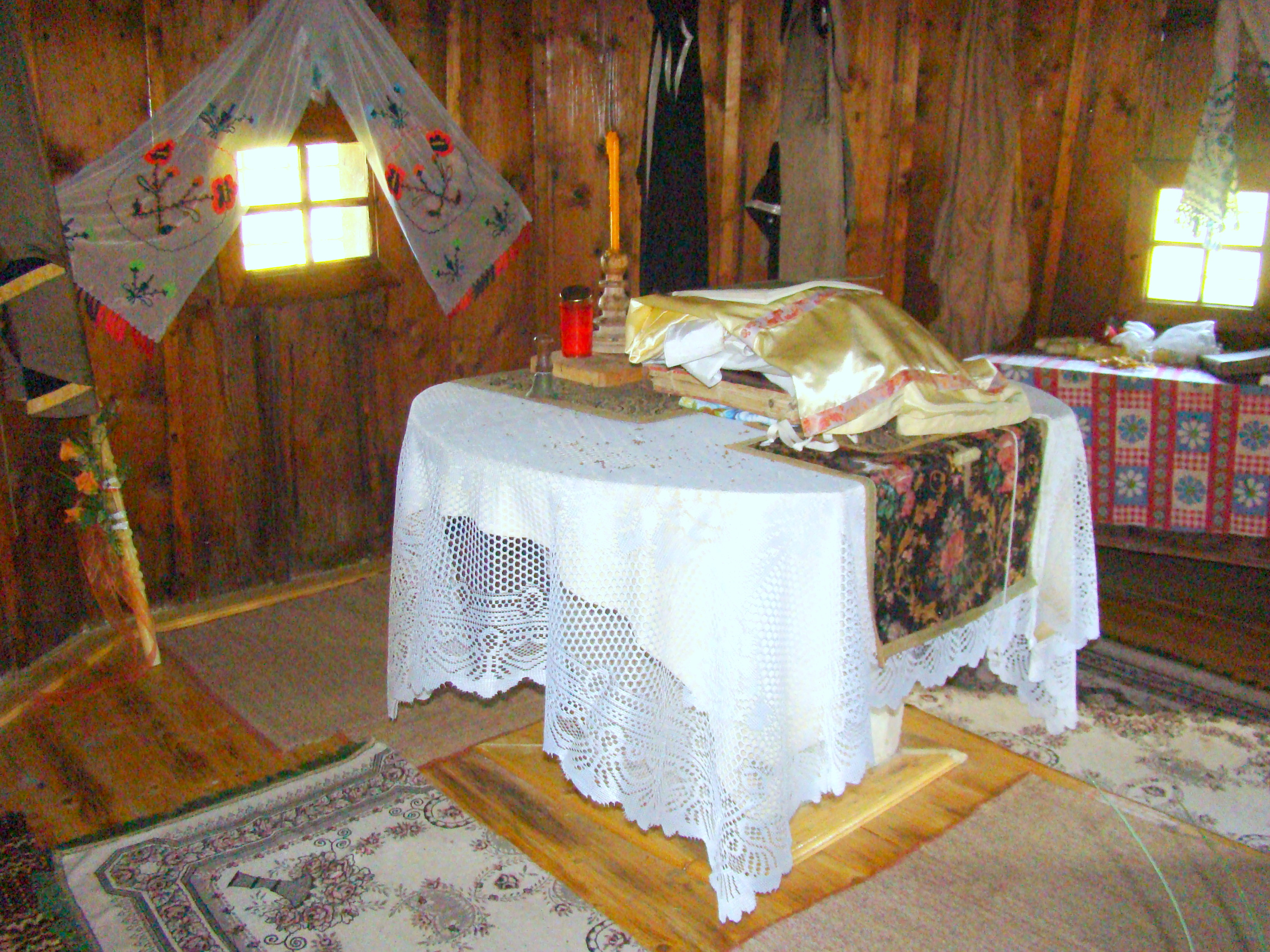
Masa altarului
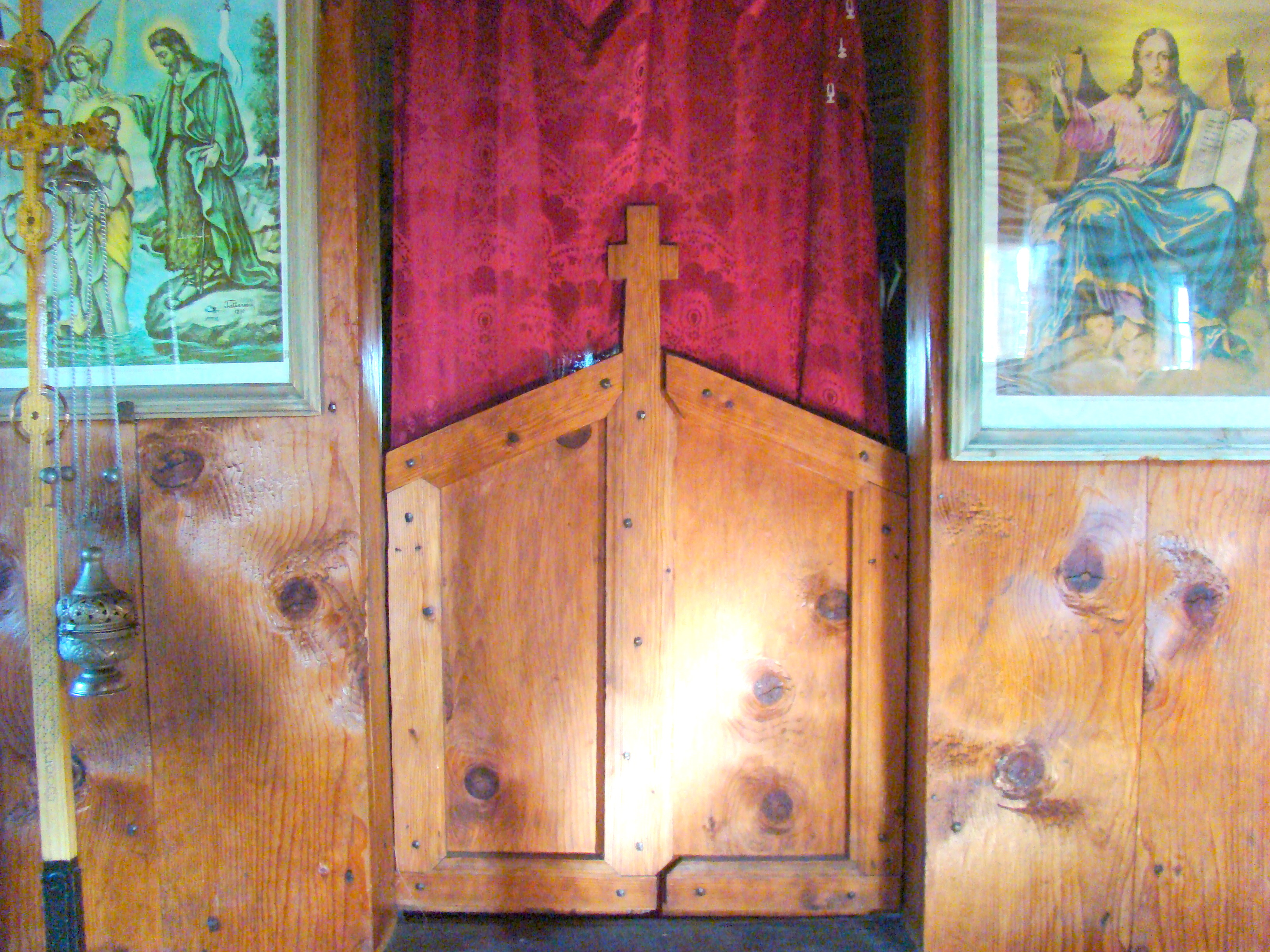
Ușile împărătești
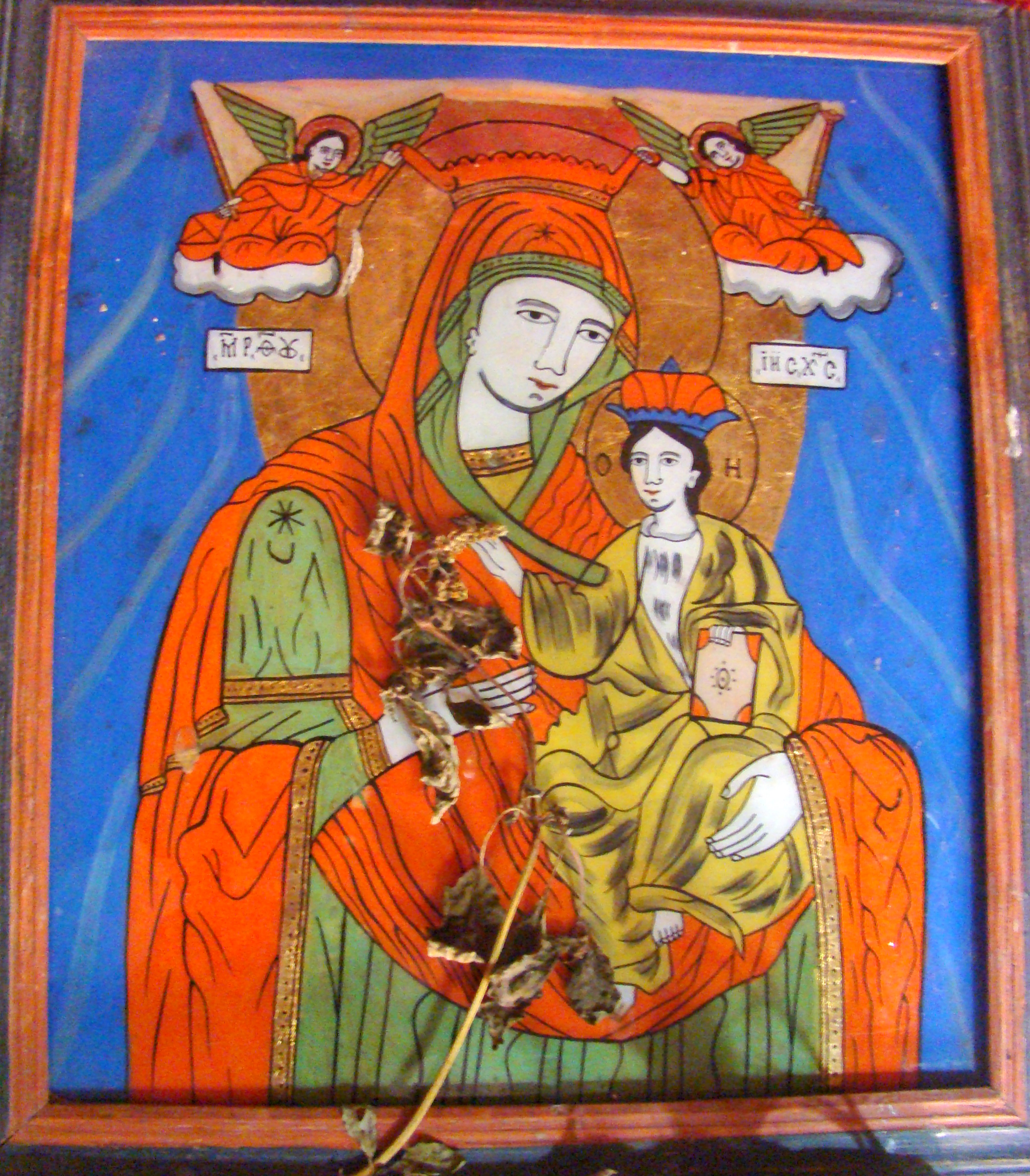
Maica Domnului cu pruncul
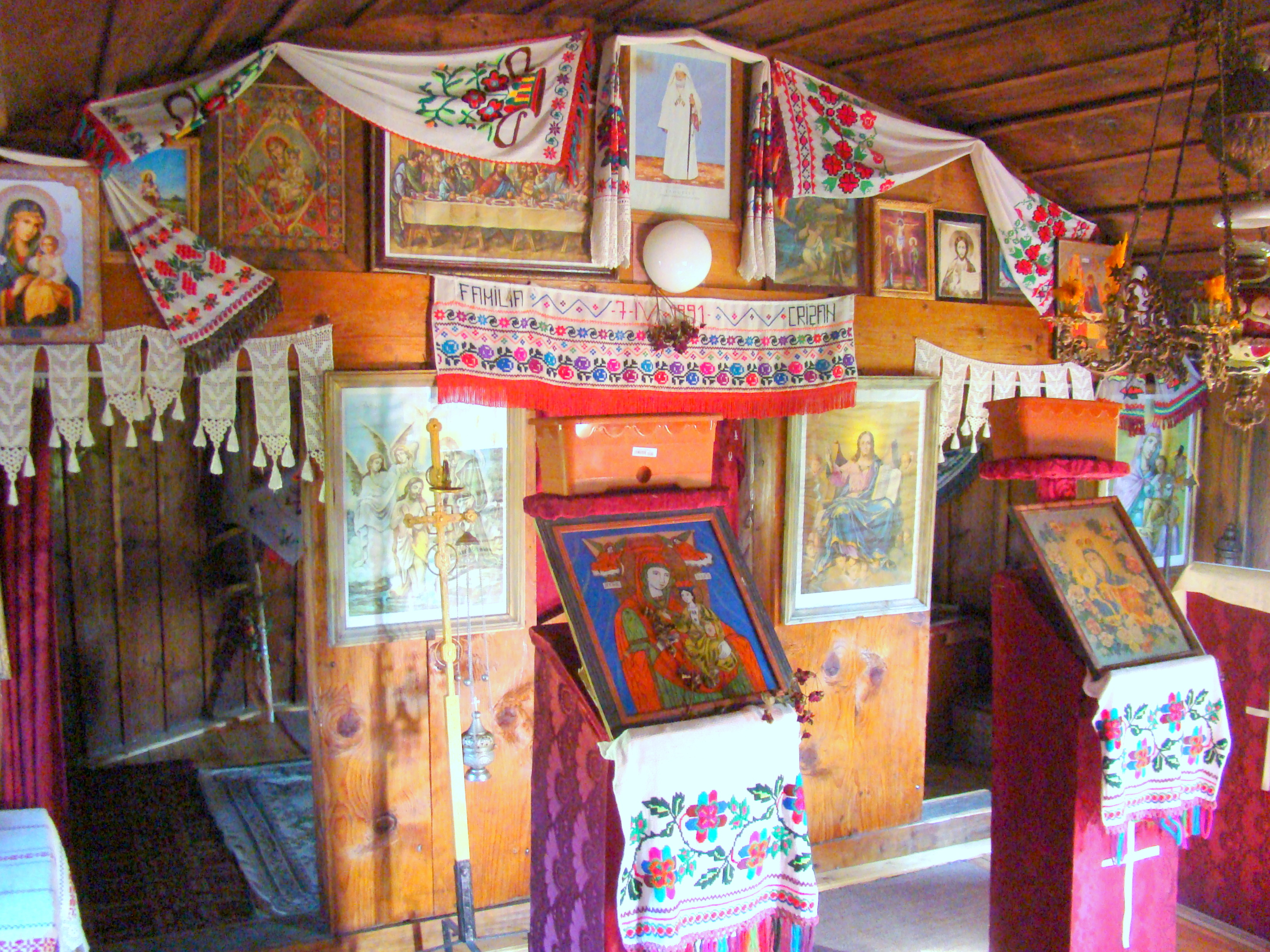
Iconostasul
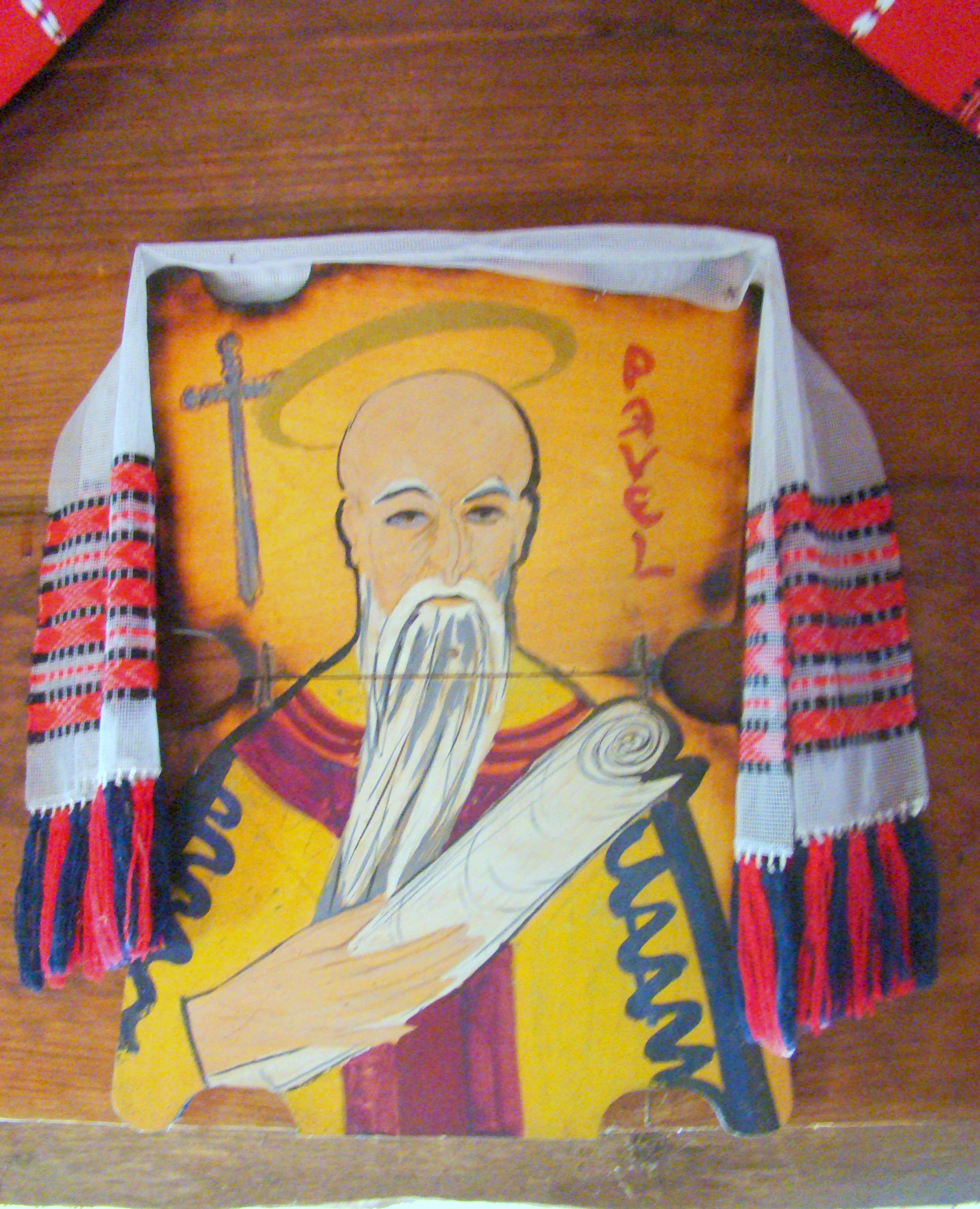
Apostolul Pavel
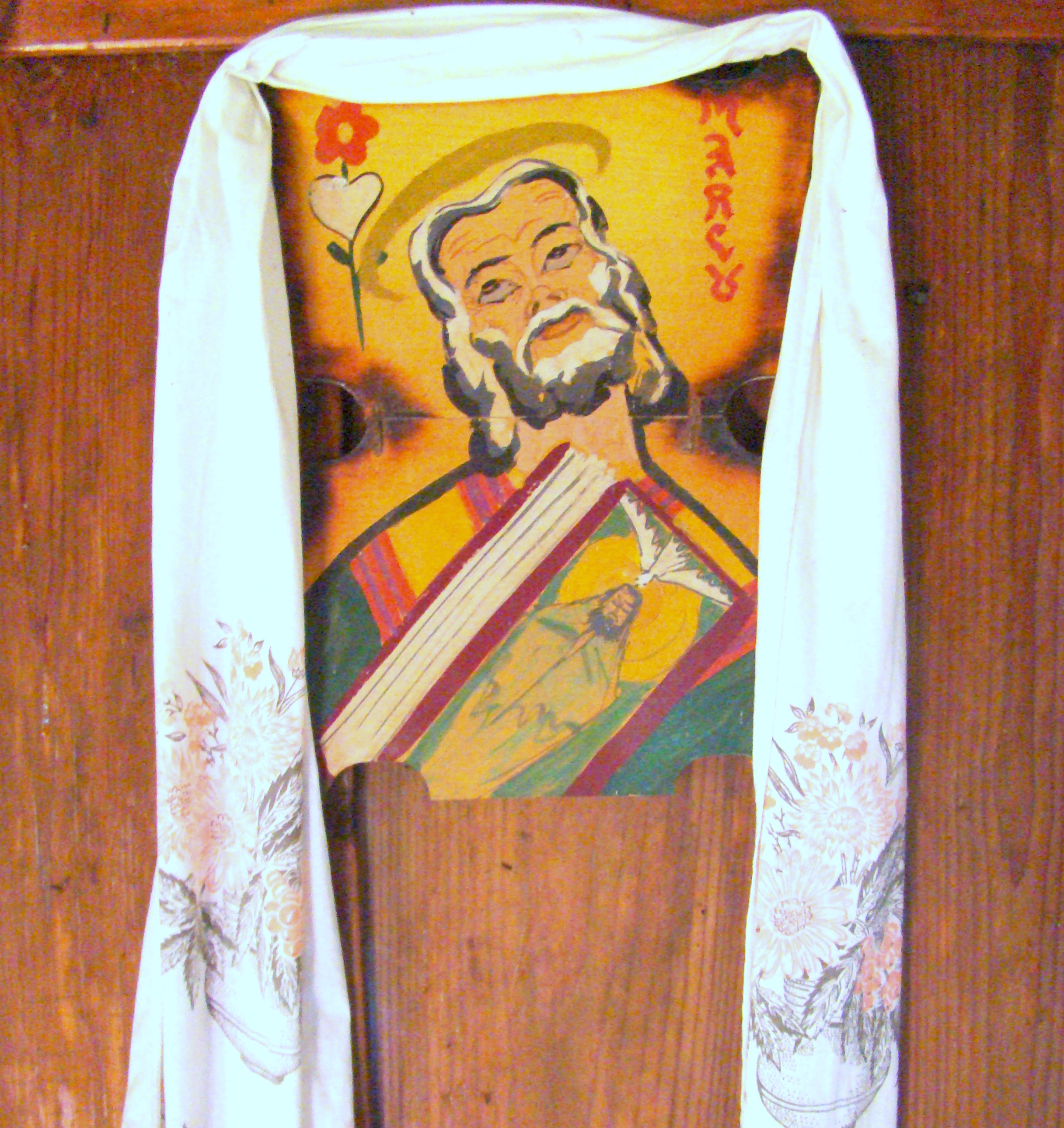
Apostolul Marcu
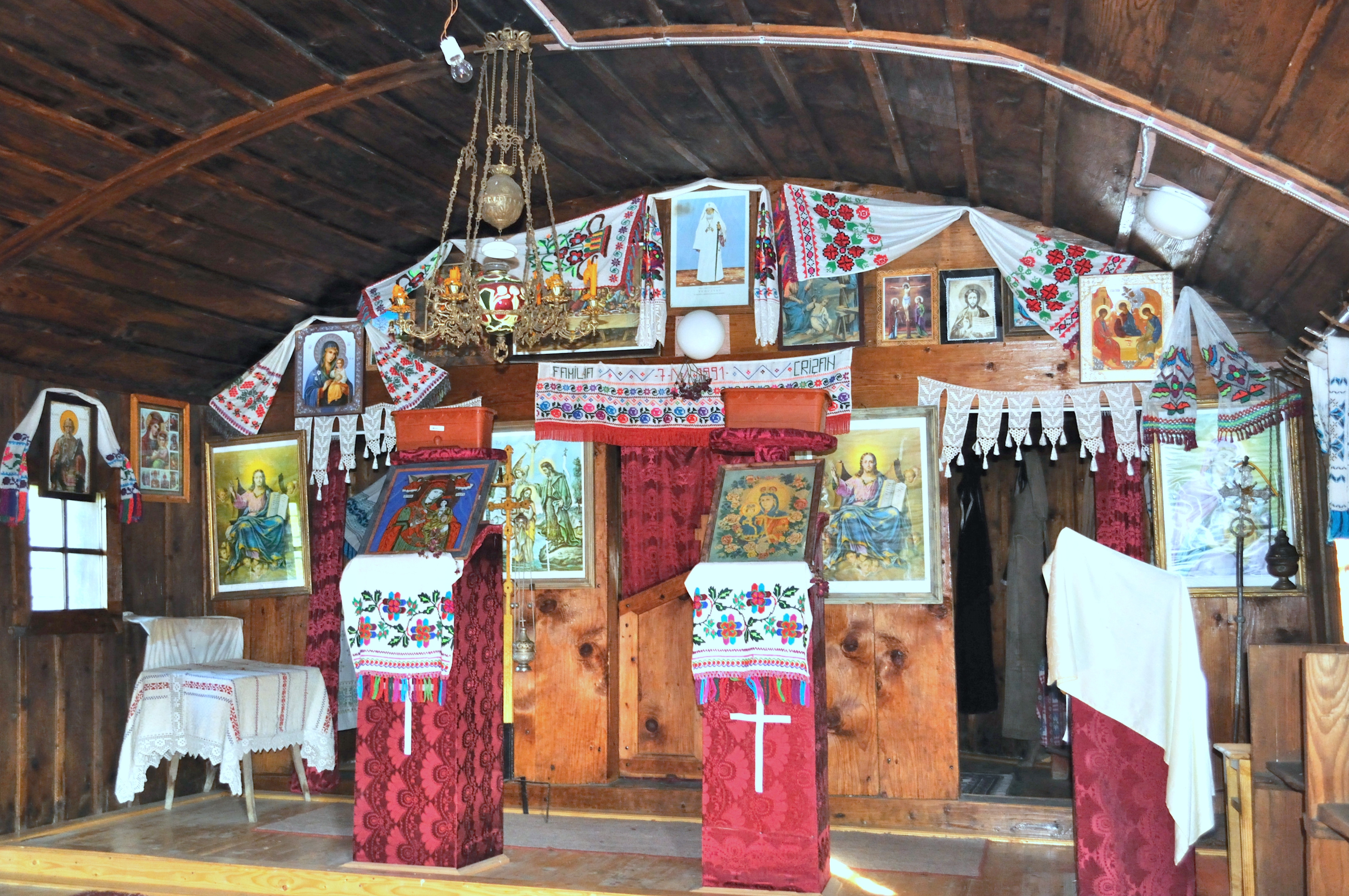
Interiorul navei
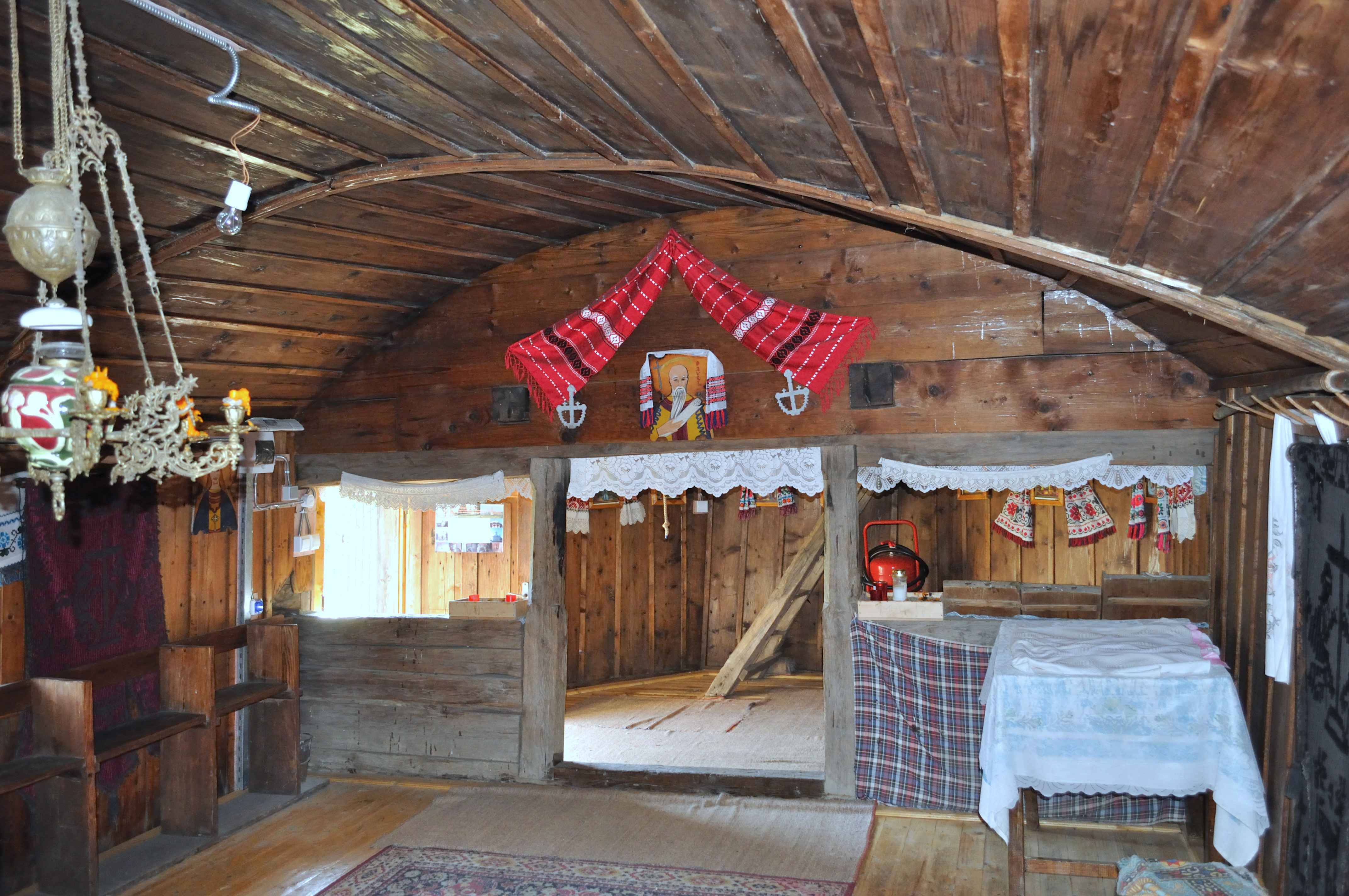
Interiorul navei căre pronaos
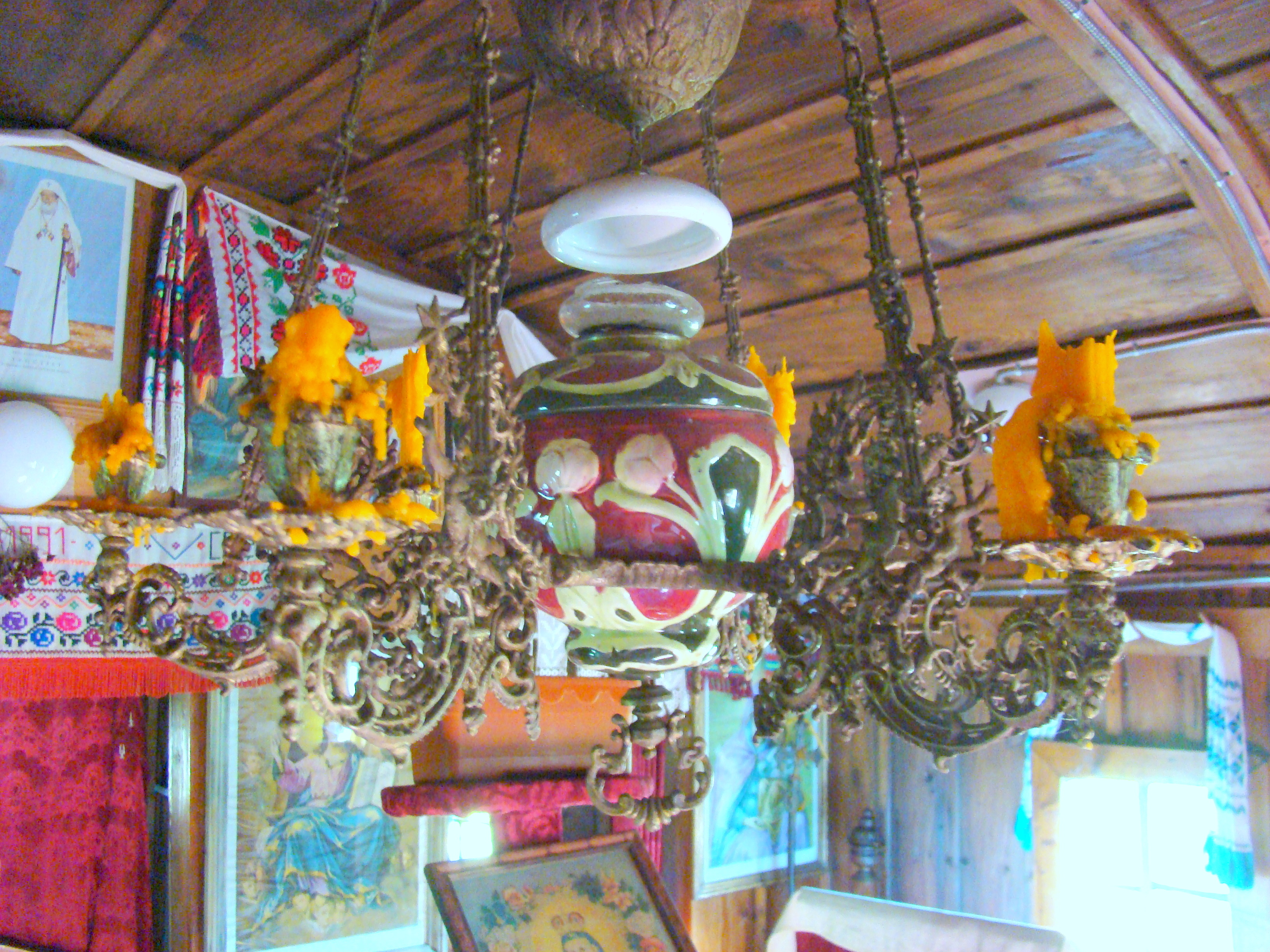
Candelabrul
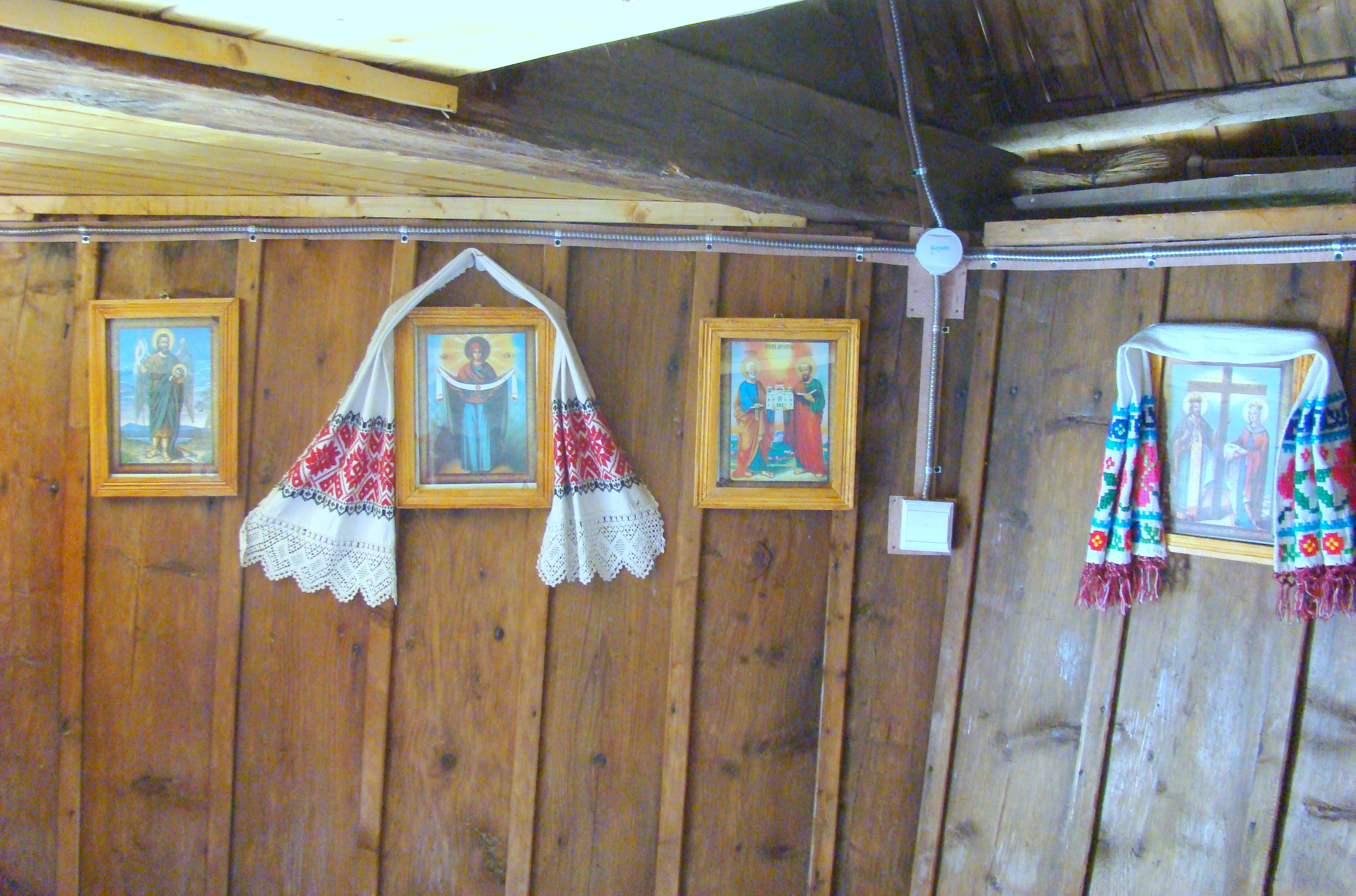
În pronaos
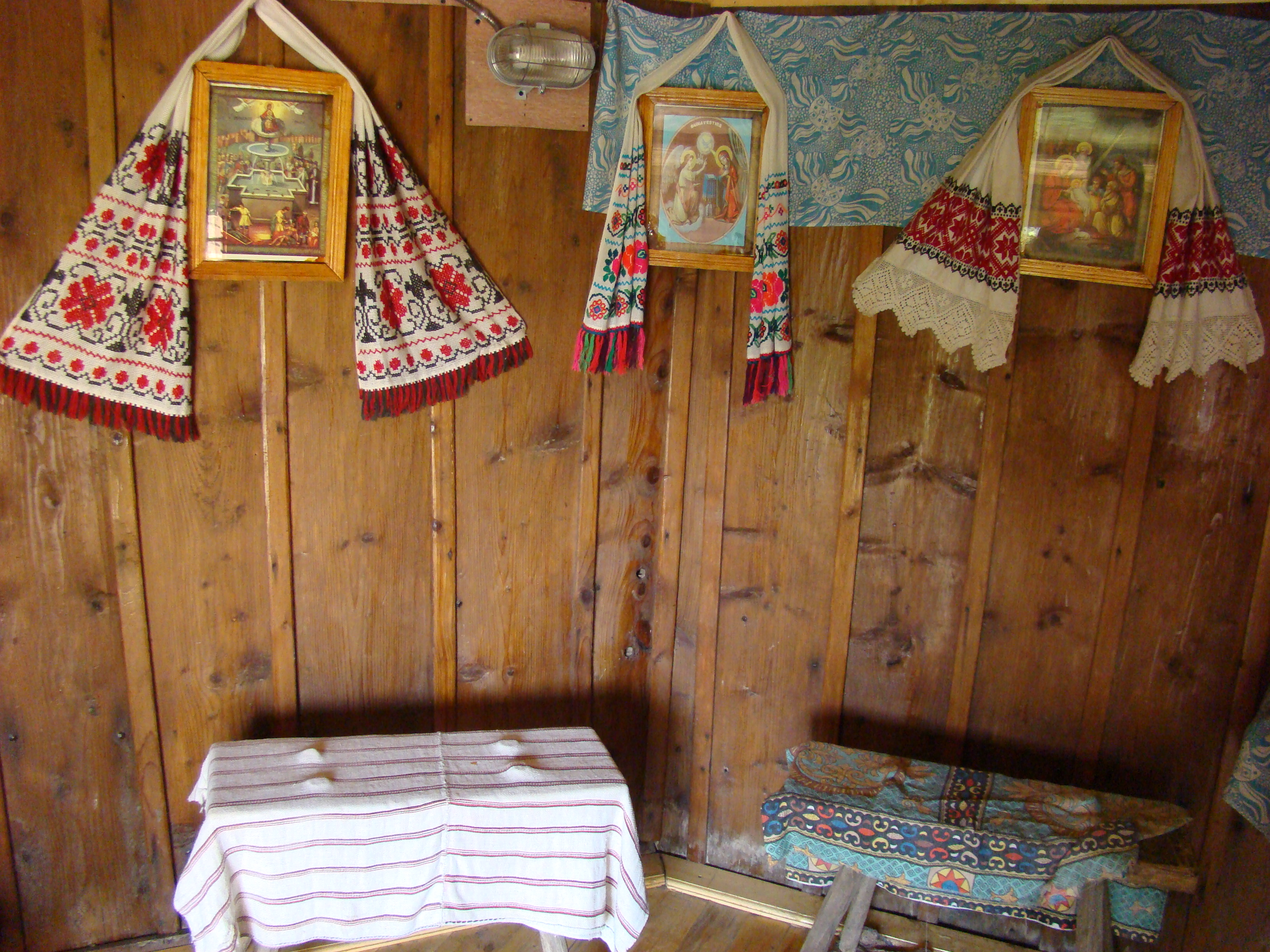
În pronaos
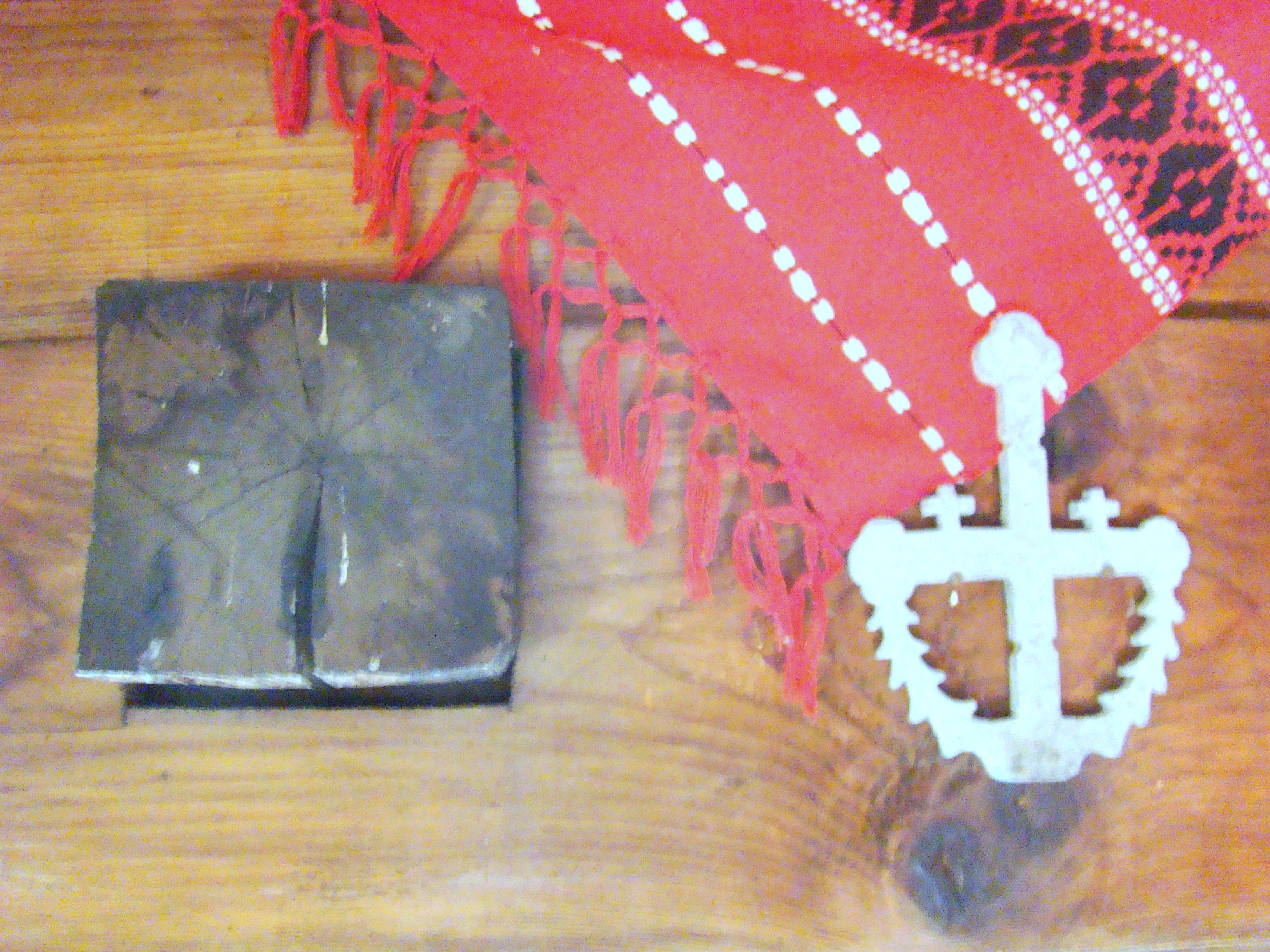
Pronaos (detaliu)
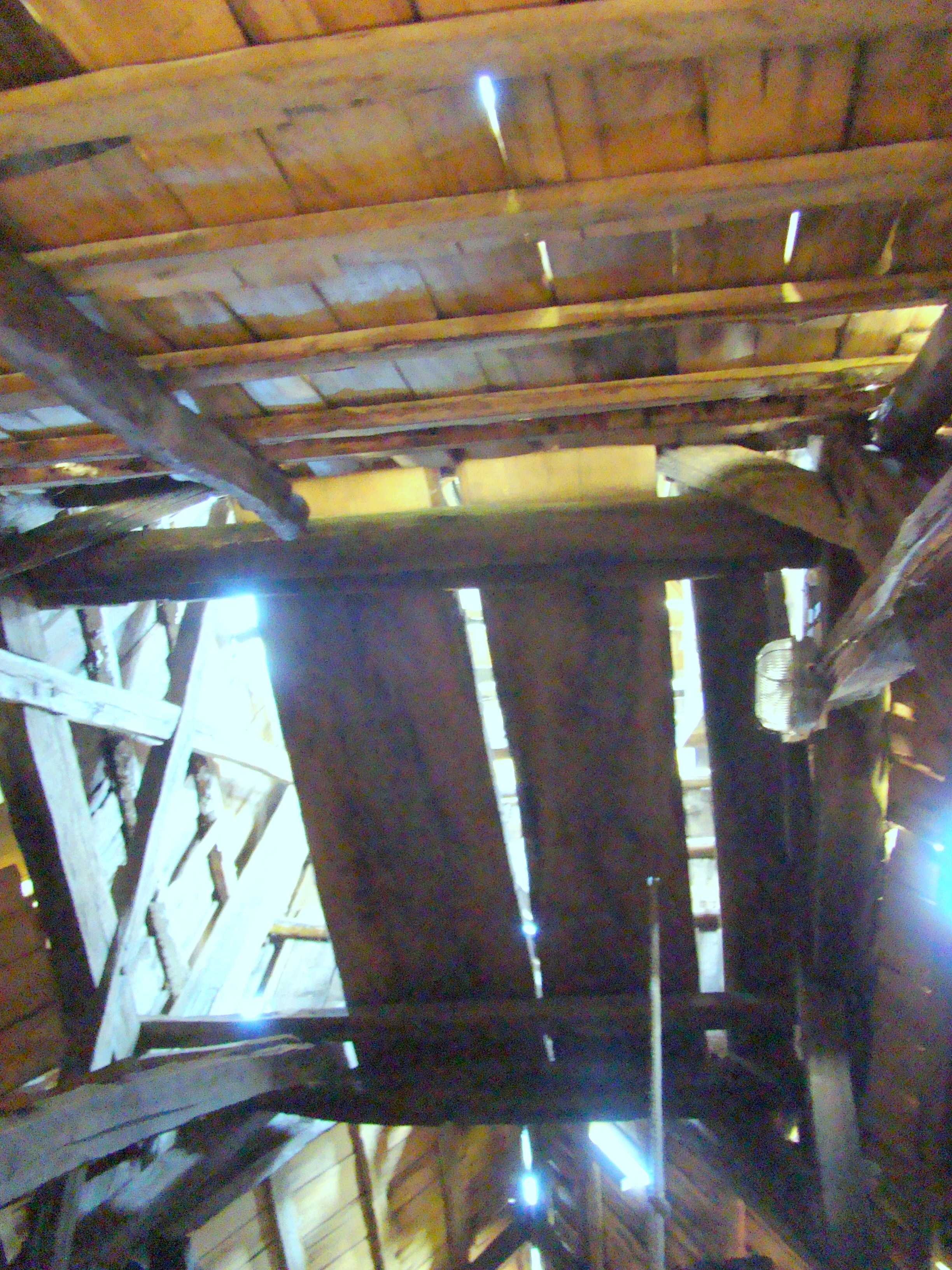
Spre clopotniță